# لوا غيتسينغر
لويز أورورا غيتسينغر (1 نوفمبر 1871 – 2 مايو 1916)، والمعروفة باسم لوا، كانت واحدة من أوائل الأعضاء الغربيين في البهائية، وقد أعلنت انضمامها إلى الدين في 21 مايو 1897، بعد عامين فقط من ثورنتون شايس.:pxxvii
وُلدت في الريف بغرب ولاية نيويورك، كان لها فهم مغاير لتعاليم الدين، لكنها بصادق حماسها صوّبت العديد من المفهومات ونمت لتصبح تلميذة بارزة لـعبد البهاء ذات سمعة دولية، مُلقبة بـ"مبشرة العهد" و"أم المؤمنين" من قبل عبد البهاء،:p188 رئيس الدين 1892-1921، و"الأم المعلمة للمجتمع البهائي الأمريكي، مبشرة فجر يوم العهد" من قبل شوقي أفندي عام 1942، رئيس الدين 1921–1957. رغم ذلك، واجهت محنًا تتعلق بسمعتها بين البهائيين في أمريكا خلال فترة انتشرت فيها الشائعات إذا سافرت امرأة مع رجل غير زوجها، وهو ما فعلته في جولات ترويجية عبر أمريكا، إلى كندا والمكسيك. أصبح زوجها مشككًا، وتغيرت علاقتهما، وسعى للطلاق. دافعت عنها قيادة الدين وزادت سمعتها بعد وفاتها المفاجئة في مصر.
تأثر عدد من القادة اللاحقين للدين بها بشكل مباشر، بما في ذلك أعضاء المكتب العالي للدين، أيادي الأمر، لويس جورج جريجوري، و جون هنري هايد دان، وكذلك مي ماكسويل، وهي امرأة بارزة أخرى في الدين وأم يد أخرى من أيادي الأمر روحية خانم، التي كان لها تأثير مباشر على أغنيس ألكسندر، ويليام ساذرلاند ماكسويل، و تشارلز مسيون ريمي وبالتالي كان لها تأثير على نشر الدين في أمريكا، (بما في ذلك عبر خط اللون،) إنجلترا، فرنسا، كندا، الهند، أستراليا، نيوزيلندا، و الأرجنتين، بالإضافة إلى اتصالاتها المباشرة مع آلاف الأشخاص قبل نهاية الحرب العالمية الأولى.

## السيرة الذاتية

### الحياة المبكرة

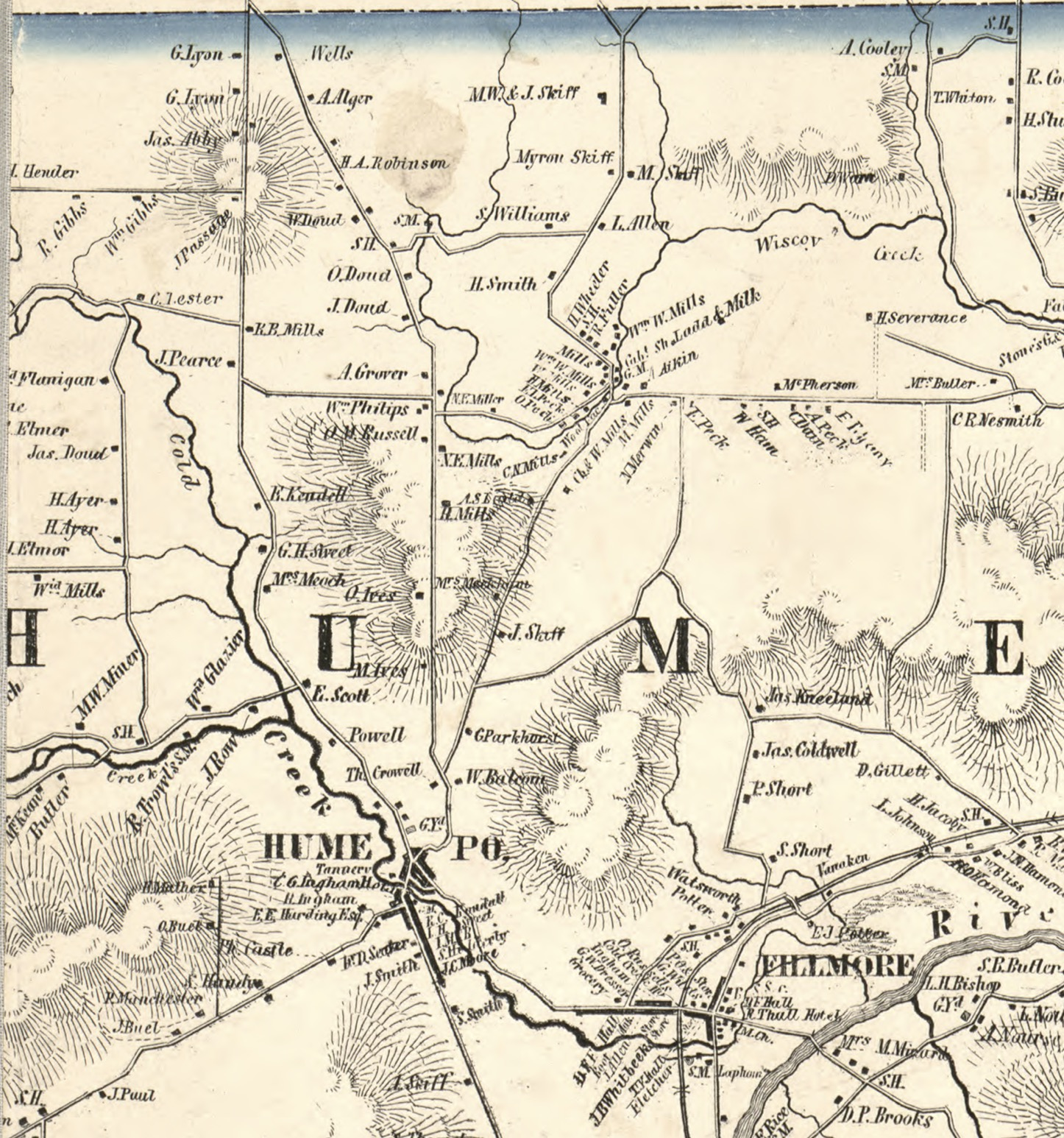
منطقة هوم على خريطة عام 1856 لمقاطعة الِغيني، نيويورك، قبل عقود قليلة من ولادة لويا هناك.

كانت لوا السادسة من بين 10 أطفال ولدوا لإلين مكبرايد وزوجها روبين دي. مور في هوم، نيويورك، وهي بلدة صغيرة ريفية تقع في مقاطعة الِغيني بولاية نيويورك الغربية، على بعد حوالي 90 كيلومترًا جنوب بحيرة أونتاريو.:p1 ولد روبين دي. مور (1 نوفمبر 1818 في ويلز، نيويورك - 19 أغسطس 1898، هوم، نيويورك) لوالده ولكم مور الذي توفي عام 1831. تزوج روبين من إلين، ابنة سكوت أندرو مكبرايد وهانا إي. براون، في عام 1860؛ وكان كلا والدي روبين - جدي لويا من جهة الأب - قد توفيا بالفعل بحلول ذلك الوقت. وُلِد روبين في مقاطعة إيري وُلد معظم أشقاء لويا في مقاطعة وايومينغ. كانت عائلة مور-مكبريد تعيش كفلاحين في طريق جاڤا المجاورة.

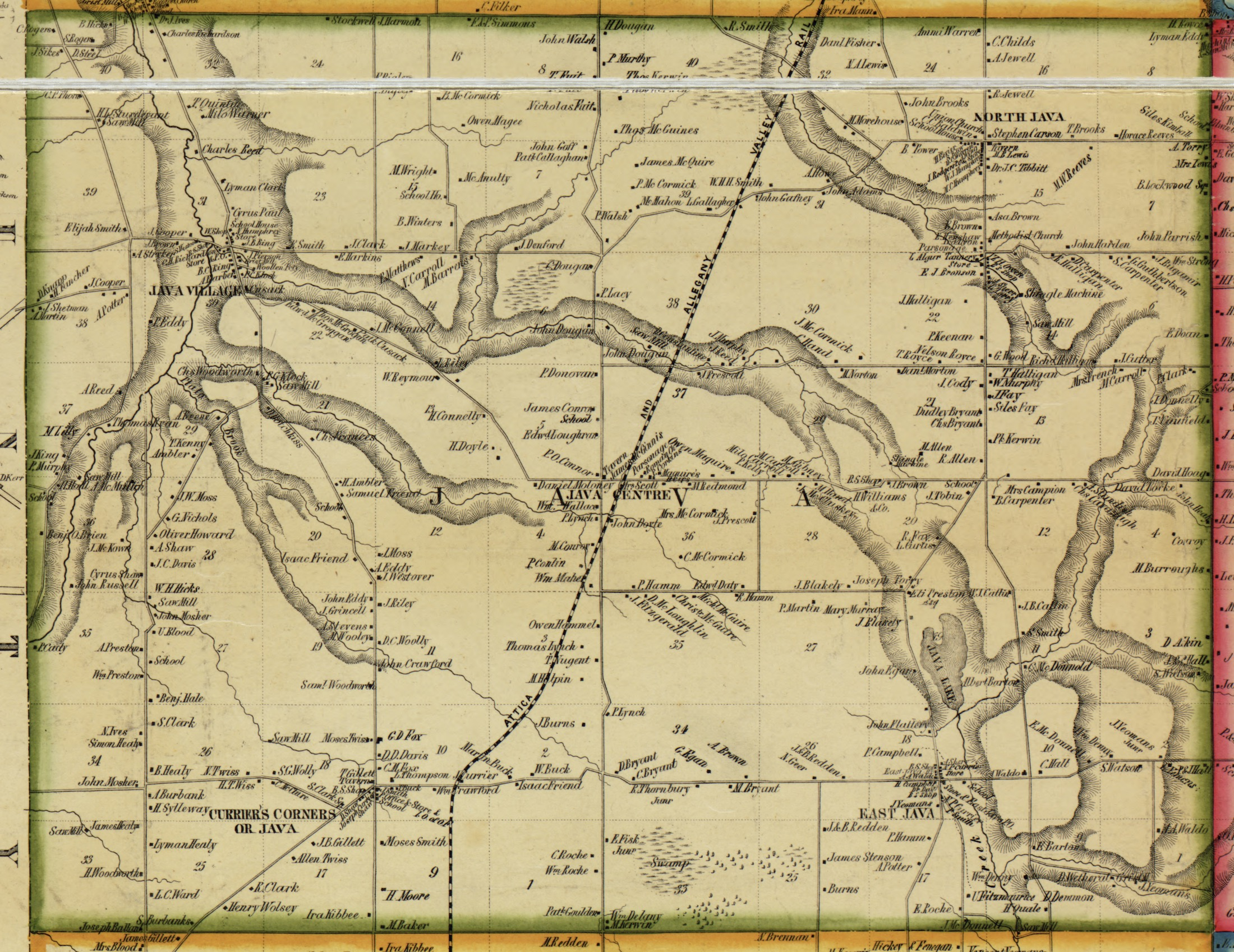
منطقة جاڤا في مقاطعة وايومينغ، نيويورك، 1853، قبل عقود قليلة من إقامة والدَي لويا هناك.

في عام 1872 انتقلت العائلة إلى ميلز ميلز رود شمال شرق هوم في مقاطعة الِغيني جنوب مقاطعة وايومينغ بالقرب من نهر جينيسي، واشترت مزرعة بمساحة 150 فدانًا في عام 1873. تم تنظيم المدينة عام 1822. كان الشقيقان ألتا وأليس توأمين. كانت عائلة مور تحضر الكنيسة المعمدانية منذ عام 1844 رغم أن والدته كانت من جمعية الأصدقاء (الكويكرز). كان من بين قساوسة الكنيسة المعمدانية الأولى في هوم أثناء نمو لويا: هورتون، لانغمايد، ريد، بوغارت، وروبنسون. كان مور مزارعًا ميسور الحال نسبيًا حيث امتلك قطيعًا يتجاوز 3000خروف على الأقل مرة واحدة. تزوجت ابنته دونا إف. من هاورد بلاكيلي من هريمان، تينيسي.
المنطقة كانت معروفة بمنطقة الاحتراق التي شهدت نهوضًا دينيًا واكتسبت فيما بعد سمعة لإرهاق قدرة الناس على الحماس الديني. هناك قصة عن الأم إيلين التي كانت معروفة بطرح الأسئلة في الكنيسة التي كانت موضوع زيارة القس للحديث مع روبن لمحاولة إيقافها عن طرح مثل هذه الأسئلة.:ص1 كان هناك ولا يزال كنيسة المعمدانيين السبتيين في منطقة مسقط رأسها. بعد سنوات وصفت لوا تجربة من شبابها لصديقتها ماي بولز ماكسويل عن تعميدها - تغمرها في الماء كطقس - وتتوقع أن ترى أو تشعر بهبة مباشرة من الروح من كنيسة جديدة في المدينة وخيبة أملها.Kindle:656
تم تأسيس المدارس في جميع أنحاء المقاطعة بحلول عام 1825.:p6 كانت بلدة غرانجر في الشرق لديها واحدة بحلول عام 1819.:p6 كان لدى بلدة هوم 14 مدرسة ابتدائية ذات فصل واحد بحلول عام 1869،:p112 ولكن لم يكن حتى عام 1894 تم إجبار الأطفال من 7 إلى 14 سنة على الحضور للمدرسة.:p19 كانت الصف السادس هو الصف النهائي المعتاد للطلاب في المقاطعة الذين حضروا حتى حوالي عام 1900 عندما تمت إضافة صفوف أعلى.:p23 كان يتوجب الحصول على إذن الوالدين للالتحاق بالمدرسة الثانوية قانونًا قبل عام 1900:p93 ولم يكن حتى عام 1916 تم فرض غرامات على عدم الحضور.:p19 لم يتم تأسيس أول مدرسة ثانوية في البلدة حتى حوالي 1901-2.:pp93،112 كانت لوا على الأرجح قد أنهت دراستها بحلول عام 1882 تقريبًا على الأقل، إذا كانت قد ذهبت إلى المدرسة واستمرت حتى الصف السادس، في حوالي سن 10-11.
التاريخ الشفوي للعائلة يروي أن لوا ذهبت إلى شيكاغو في أواخر ثمانينيات القرن التاسع عشر.:ص2 في تعداد ولاية نيويورك في فبراير 1892 لم تُدرج لوا على أنها تعيش في المزرعة - وأختان أخريان معروفتان تزوجتا، إلى هاوارد بلاكيلي، وإلى الدكتور أ. ب. ملعب صلبing، غائبتان أيضاً. بالفعل تم تحديد لوا مع شقيقاتها في قصاصة من صحيفة تعود إلى يوليو 1892 تُظهرها عائدة من فلينت، ميشيغان، للزيارة. التاريخ الشفوي للعائلة أوضح أيضاً أن لوا حضرت مؤتمر أديان العالم عام 1893 في شيكاغو خلال المعرض العالمي الكولومبي، ويُعتقد أنها قد سمعت عن بهاء الله.:ص2 كان ويليام على الأقل موجودًا هناك منذ 1895 وكُلاهما كان معروفاً بوجودهما هناك من معرفة الناس في مقاطعة ألغانى قبل 1896. اختارت لوا تدريب الفنون الدرامية في شيكاغو بدلاً من نيويورك لأسباب حدسية.:ص36 ذهب أخوها ويليام هناك لدراسة الطب التجانسي.Kindle:972

### شيكاغو ومواجهة الإيمان البهائي
ويليام كان يدرس مع تشيستر إيدا تاتشر، الذي كان يعيش حينها في حي لا غرانغ في شيكاغو في 1897–1898 وربما كانت لوا تقوم بالأعمال المنزلية لثاتشر.:p1 تم إدراج تاتشر ولوا كأعضاء في النظام الشرقي للسحرة.:p205 كان تاتشر نشطًا في العلم المسيحي، وربما قدم تاتشر أو آخرون الإيمان البهائي إلى لوا؛ وعلى أي حال، انضمت إلى فصل دراسي عن الدين بقيادة إبراهيم خير الله، الذي درس ثورنتون شايس، المعترف به كأول بهائي في الغرب.:p4 كان لدى لوا حلم في 17 أكتوبر 1896،:p3 الذي شعرت بأهميته بما يكفي لتسجيله: "حلمت أنني كنت في بيت خشبي قديم من طابق واحد -- والذي كان سقفه غارق بعض الشيء ومكسور -- بدا أن والدي ووالدتي يعيشان في هذا البيت لكنني لم أرهما -- وكنت هناك للقيام بالعمل -- الذي بدا دائمًا متأخرًا. فكرت أن الوقت كان بعد الظهر ولم أقم بعد بترتيب الأسرة -- مما قمت به -- وبجوار السرير -- الذي بدا وكأنه كان مشغولًا من قبل والدي وجدت مصباحًا يحترق على نحو منخفض جدًا -- فأطفأته وعند تجولي في الغرفة وجدت أضواء أخرى مشتعلة -- فقمت بإطفائها أيضًا! وبعد فترة وجيزة دخل رجل عجوز يشبه السيد جايل كثيرًا، وقال الملك هنا!" تلقت درس "النهاية" للفصل الدراسي، وتعلمت اسم مؤسس الديانة البهائية في 21 مايو 1897، قبل أن تكمل بالفعل الدورة العادية للدروس التي قدمها خير الله.:ppxxvii،90 ومع ذلك في عيون إدوارد جيتسنجر، عندما التقى بهم في أوائل 1895، كانت لوا وتاتشر بالفعل يعلنان انتماءهما كبهائيين أو بكما يسمونه لاحقًا "بهائي"، وربما كان الآخرون كذلك بالفعل. وكان يُطلق على المشاركين في هذه الدروس في ذلك الوقت 'باحثي الحقيقة'.
إدوارد لم يكن مهتمًا بالدين ولكنه قبل دعوة من ثاتشر لزيارة مزرعته وكان لوا هناك أيضًا.Kindle:1048 بينما كان هناك كان إدوارد يعمل على عرض تقديمي كان سيقدمه عندما حصل على سلسلة من ثلاث رؤى صوفية.Kindle:1089-1124 ثم طور حماسًا قويًا للدين الذي كان يشاركه الآن مع لوا. نعرف القليل عن مغازلتهم واجتماعاتهم العائلية بخلاف ذلك؛ نعلم أن لوا تزوجت من إدوارد سي. جيتسنجر في 26 مايو 1897. أكمل أخو لوا، ويليام، الصف الديني في 18 يونيو.:p4 ومع ذلك، استشهد إدوارد لاحقًا علنًا بشهادة زواج بتاريخ مايو 1896 لإيدا مور في شيكاغو رغم أنه ربما كان هناك خطأ في نقل الصحيفة.
لو عادت إلى هيوم لتخبر عائلتها بحماس عن الديانة الجديدة. لاحظت الصحف المحلية تواجد لولا في البلدة في 6 يوليو 1897، برفقة صديقة سيدة غير معروفة، وعاد ويليام أيضًا في 9 يوليو. من المعروف أن والدتها وأربعة من إخوتها انضموا إلى الدين بسرعة. على وجه الخصوص، طلبت والدتها إلين من 'باحث عن الحقيقة' غير محدد أن ينسخ 16 صفحة من كتاباتها.:p4 كانت على الأقل أخت واحدة للوا، روبي "هيبي" مور، هناك عندما عادت لو التي واصلت حجها في وقت لاحق وعاشت في واشنطن دي سي، بالتيمور، ورسيستير، ماساتشوستس، وأخيرًا فرايبورغ، مين، كعضو نشط في الديانة. بعد أن انضم إليهم إدوارد، غادروا هيوم في 31 أغسطس 1897، في طريقهم إلى إيثاكا، حيث نظمت لو فصل دراسي للدراسة. كما أخذ إدوارد فصلاً دراسيًا في نيويورك وأكمله في 26 أكتوبر 1897.:p4 تخرج ستة أشخاص من فصل لو عندما زارهم خيرالله في يناير 1898.:pp4،7 اجتاز المزيد من الناس الفصل بحلول 3 فبراير 1898. من بين من اجتازوا الفصل كان إدوارد ستروفن الذي قدم الديانة إلى أخيه هاورد الذي أسس مجتمعًا في بالتيمور مع آخرين تعرفوا على الديانة بطرق أخرى وبلغ عددهم 50 شخصًا بحلول 1901. كتبت لوا أيضًا عن شعورها بالوحدة مع غياب إدوارد لكنها شعرت بالغرض من الديانة الجديدة وكانت متحمسة لسماع العمل المتقدم للجماعة في شيكاغو.:pp5-6 حوالي هذا الوقت كان شقيقها أورسون في مشاة فيرجينيا الغربية وخدم ويليام في الفيلق الطبي في فورت شيريدان خلال الحرب الأمريكية الإسبانية في 1898.:p264

### الحج الأول

#### الأول
خلال عودتهم إلى هوم، كان غيتسينجرز قد تحدثا بالفعل عن الانتقال إلى كاليفورنيا. كان إدوارد قد مر بتجربة صوفية أخرى أثناء قراءته لقصة صحفية عن فيبي هارست، حيث كان مقتنعًا بأنها تمتلك منازل في عدد من المدن التي حاول الوصول إليها برسائل قبل أن يحدد أنها قد تكون في منزلها بكاليفورنياKindle:1089-1124 وغادر في يناير 1898 إلى كاليفورنيا في محاولة للوصول إليها. يُعتقد أن التغطية الصحفية عن كون هيرست نشطة في حركة وطنية لتطوير الكليات هي ما قرأه.Kindle:1142-1162 كان في سان فرانسيسكو في فبراير، وكان ظاهرًا مرة أخرى في وقت لاحق من شهر يوليو. تشير حسابات عائلة هيرست إلى أن إدوارد قد رأى فيبي ولم تكن تولي الاهتمام للضيوف الآخرين في استقبالKindle: 1488  في منزلها، الهاسيندا، في بليزانتون، كاليفورنيا.:p12 يقول تقرير إدوارد الخاص أن الاجتماعات الأولى لم تكن حول مناقشة الدين حتى جاءت لوا.Kindle:1501:p36 وصلت بحلول شهر يونيو.Kindle:1533 كانت لوا ناجحة بشكل خاص في إشعال اهتمام هيرست بالدين الجديد وأيضًا اهتمام خادمها، الأمريكي الأفريقي روبرت ترنر، الذي سمع المحادثات.:pp226-7 كان رد فيبي متحمسًا ورتبت للوا بإقامة درس بدأ في الهاسيندا ثم انتقل إلى شقة لها في وسط سان فرانسيسكو.Kindle:1566 في غضون ذلك، توفيت صديقة ضيفة لهيرست في الهاسيندا في 31 يوليو.Kindle:1622 هذا مع ضغوط أخرى جعلها تقرر القيام برحلة إلى باريس، مصر وصولاً إلى إسطنبول بنهاية أغسطس.Kindle:1639 وافقت على التوقف فيما كان آنذاك فلسطين العثمانية لرؤية عبد البهاء،:p140 ومعًا شكّلوا مجموعة للذهاب - مع خادم هيرست روبرت ترنر، وبعض الأصدقاء إيلا غودال كوبر وهيلين إس. غودال ثم ضمّوا خير الله وزوجته.:p6 سرعان ما أصبح ترنر أول بهائي أمريكي أفريقي.
والد لوا روبن توفي في 19 أغسطس ورغم ذلك لا يزال من غير الواضح ما إذا كانت لوا قد علمت بهذا وتوقفت من أجل الجنازة ورؤية العائلة أو إذا كانت رحلاتها قد تركت الرسائل وراءها في هذه النقطة. غادر قطار هيرست إلى نيويورك في 10 سبتمبر ووصل إلى نيويورك في 15 سبتمبر وبعد ذلك قضت هي وبعض المجموعة بضعة أيام في واشنطن العاصمة.Kindle:1690 وصل آل جيتسينجر - أو على الأقل إدوارد - إلى نيويورك من سان فرانسيسكو بحلول 18 سبتمبر. حصل آل جيتسينجر على جواز سفر في اليوم التالي، وغادرت المجموعة على سفينة SS Fürst Bismarck في 22 سبتمبر.Kindle:1724:p7 وصلت المجموعة إلى باريس في أوائل أكتوبرKindle:1784 بعد مغادرة السفينة في 29 سبتمبر.Kindle:1811 توقفت هيرست في بلجيكا لالتزام معين. احتفظت لوا بمذكرة أعطتها لها هيلين جودال في 13 سبتمبر ووصلت المجموعة إلى باريس في 29 الشهر.:p7 زاروا مواقع في باريس.:p7Kindle:2067 أرسلت لوا رسالة، ربما إلى ثورنتون تشيس، من باريس في 30 سبتمبر.:p10 انضم المزيد من الأشخاص إلى الرحلة إلى حيفا بما في ذلك مي بولز، (كما كانت تُعرف في ذلك الوقت،) أم يد الأمر في المستقبل روحية خانم. يعلق روبرت ستوكمان على أن "عمق إخلاص لوا كان معديًا.":p140 عندما وصلوا إلى باريس كانت هيرست قلقة بشأن صحة بولز وطلبت من إدوارد النظر إليها - بعد الفحص اقترح إدوارد أن لوا ستكون علاجًا أفضل لها من أي شيء يمكنه فعله.Kindle:1671 كانت أول كلمات لوا إلى مي "يوجد سجين في عكا يحمل مفتاح السلام" وكان هذا كافيًا لمي - "أؤمن، أؤمن" قالت وأغمي عليها.Kindle:1696 رؤية تأثير لوا على بولز بشكل خاص فيما بعد كان يُلاحظ كنوع من الشفاء الذي تقوم به القديسين في الماضي.:p179 لورا بارني، التي تُعرف في وقت لاحق بفضل جمعها لنص بهائي بعنوان من مفاوضات عبد البهاء من محادثاتها مع عبد البهاء، التقت بلوا في باريس رغم أنها اعتنقت البهائية من خلال الاتصال بمي بولز لاحقًا.Kindle:2216 تم تصوير لوا في فستان مزخرف بالتطريز والأكمام:between pp116-7 تم شراء أشياء باهظة الثمن في باريس لـ عبد البهاء ولكن تم بيعها لاحقًا وقُسمت العائدات على الفقراء.:p37

ثم أرسل المجموعة التماسًا إلى عبد البهاء للاقترب من الحج في البهائية 10 أكتوبر،:p9 كتبته لوا ونقله خير الله الذي وصل في 11 نوفمبر بعد إقامة في مصر ولقاء عائلته هناك.Kindle:490،507،2602،2619 تم نصحهم بالوصول في مجموعات صغيرة، في النهاية وصلت ثلاث مجموعات، على مدار عدة أسابيع بسبب الظروف المعيشية المقيدة.Kindle:1786 غادر القتسينجرز مباشرة بعد الاحتفال بعيد الشكر،:pp143-4 وذهبوا من فرنسا إلى إيطاليا وغادروا عبر نابولي على SS ريجينا مارغاريتا،Kindle:2179 التي قامت برحلات أسبوعية إلى الإسكندرية، مصر. لذلك وصلوا على الأرجح 2 ديسمبر. 

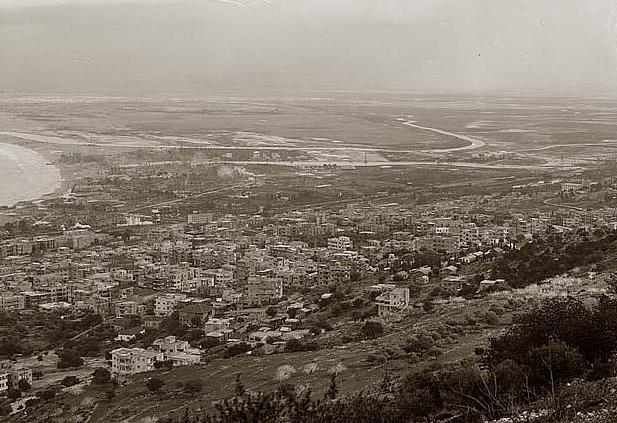
حيفا من التلة جانب 1898

 انتقلوا إلى أتش أم أس أخيليس 6 ديسمبر،:Kindle:332،376،2198،2179 ثم ذهبوا إلى حيفا 8 ديسمبر،:p9 وكانوا أول المؤمنين الغربيين الذين يصلون في الحج في البهائية ويرون عبد البهاء.:p144 كانت حيفا في ذلك الحين مدينة يقطنها نحو عشرة آلاف نسمة ذات مجتمعات منفصلة من المسلمين والمسيحيين وجالية صغيرة يهودية، وقد أعيد بناؤها في القرن الثامن عشر من قبل العثمانيين الذين حولوا الحكم من عكا إلى حيفا بعد غمر ميناء عكا مع تزايد احتياجات السفن الأكبر.Kindle:454،525،541-559 استقبلهم البهائيون الشرقيون في الميناء، وتم إحضارهم إلى مقهى حيث رحب بهم عم عبد البهاء، محمد قولي،Kindle:454،471 وأقاموا في فندق بالقرب من المستعمرة الألمانية التي كانت خارج أسوار حيفا في ذلك الوقت،Kindle:559-577 ولم يناموا في الليلة الأولى.:p15 مر يوم آخر يوم الجمعة وتناولوا عشاء مع صهر محمد قولي الذي نقل إليهم الدعوة النهائية لزيارة عبد البهاء في صباح اليوم التالي - ومع ذلك لم يناموا جيدًا.Kindle:602 أخيرًا تم دعوتهم إلى البيت، وارتدوا ملابس اشتروها خصيصًا لهذه المناسبة،Kindle:2628 ثم دخلوا الغرفة حيث كان عبد البهاء. كتبت لوا:
| لوا غيتسينغر | وجه مبارك لأمير بيت دافيد، ملك العالم بأسره.… قلبي اضطراب كبير وبعد ذلك بقليل عرفت ما أفعله، ممددة ذراعي، وصارخة: 'ربي، ربي!!!' واندفعت إليه، راكعة على قدميه المباركتين، تبكي مثل طفل؛ وفي لحظة كان زوجي بجانبي يبكي كما يبكي الرجال فقط!:pp15-6 | لوا غيتسينغر |

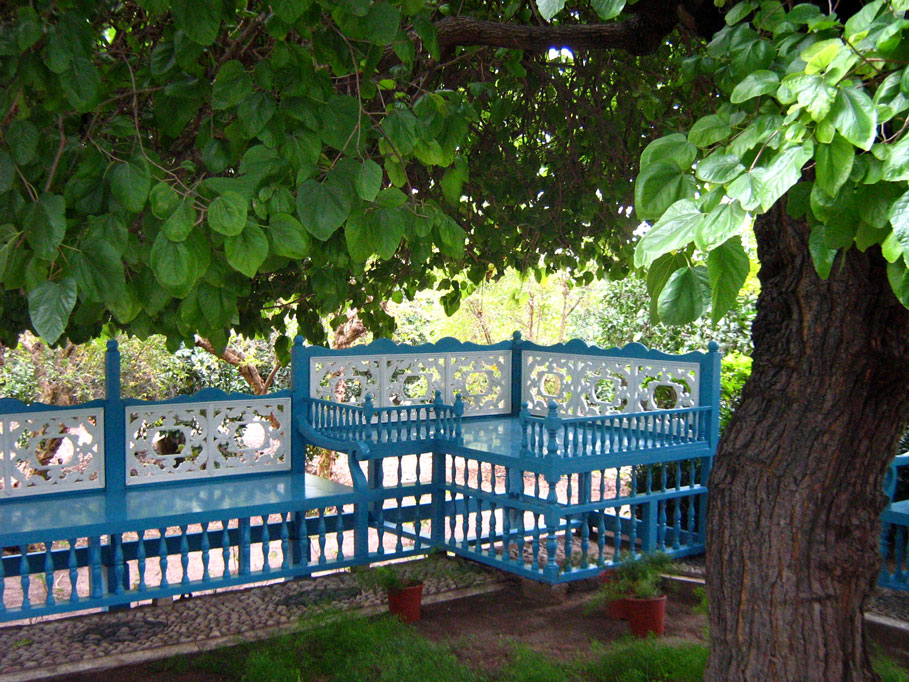
حديقة الرضوان

 وبعد أن وجه الجميع للجلوس معًا للحظة، أرسل لوا إلى غرف شقيقته، بهية خانم؛ ومع ذلك لم تستطع النوم تلك الليلة حتى الصباح.:pp16-7 في وقت لاحق من اليوم التالي زارت حديقة الرضوان في عكا: "… لقد سُمح لنا بدخول هذا أيضًا، والدخول إلى الغرفة التي كان يحتلها دائمًا[المحرر - بهاء الله] الركوع أمام الكرسي الذي جلس عليه، وتقبيل المكان الذي ترتكز عليه نعليه!":p18 ثم توجهت المجموعة إلى ضريح بهاء الله برفقة عبد البهاء، وأعطيت زهور من عبد البهاء للبهائيين الأمريكيين، وتلقوا درسًا في تعزيز الروحانية من خلال أن يقوم عبد البهاء بخدمتهم بدلاً من أن يخدموه، وعندما عادوا نامت لوا أول نوم عميق لها منذ وصولها، ثم عادت المجموعة إلى حيفا.:pp18-9 لوا وزوجها كانا أول بهائيين شمال أمريكيين يذهبون في الحج في البهائية. بدأت هذه الزيارة في 10 ديسمبر 1898،:pp18-9:pp143-4 في بيت عبد الله باشا. التقط إدوارد العديد من الصور في المنطقة.Kindle:615-648،3076، 3083، 3101، 3187،4217 لم يقيم القتسينجرز في عكا في ذلك الوقت - عبد البهاء رتب لهم الإقامة في حيفا التي سيستخدمها في المناسبات الأخرى مستقبلاً.Kindle:2756

بولز وصلتKindle:2791 مع مجموعة هيرست في منتصف فبراير، 1899، في الخفاء وفي الظلام لحماية سمعتها وسمعة ابنها، ولكن تم تحقيق ما يكفي من الوعي بالزوار لرؤية عبد البهاء الذي كان آنذاك سجينًا مما أدى إلى زيادة القيود لاحقًا.:pp143-4 قامت مجموعة هيرست بالإقامة في المنزل مع الغيتسنجرز حيث كانت لوا تقوم بدور المضيف مع بعض من بنات عبد البهاء قبل الذهاب لرؤيتهKindle:2791 وبقوا بضعة أيام فقط، ثم عادوا إلى القاهرة.Kindle:2756 تم التقاط صورة للمجموعتين الأوليين معًا،:between pp116-7
 وكذلك صورة أخرى مع بعض من المجموعة الثالثة.Kindle:1860 شهدت إيلا كوبر وكتبت عن اجتماع شوقي أفندي الشاب آنذاك، والذي أصبح لاحقًا رئيس الدين، وعبد البهاء في مارس.Kindle:2837 خيرا الله جلب رسائل من بهائيين مبكرين آخرين - وصلت الردود إلى أمريكا في فبراير بما في ذلك جيمس وإيزابيلا بريتينجهام، هوارد وماري ماكنوت، آرثر دودج، إليزا تالبوت، وثورنتون تشيس.:pp30-1 ربما كان المترجم أنطون حداد الذي بقي في أمريكا. واصبح العديد من هؤلاء الأشخاص بارزين بين البهائيين كتلاميذ عبد البهاء.
أما أماكن الحج المتاحة في ذلك الوقت فكانت ضريح بهاء الله في بهجي، وحديقة الرضوان، وبيتا عبود وباشا، وموقع الضريح المستقبلي للباب.Kindle:3063 وقد التقى الزوار بـ آقا عبد القاسم، الذي كان بستانياً هناك، وقد روى لهم قصصاً عن بهاء الله.Kindle:3125 لم يذهبوا إلى بيت عبود، وذهب بعضهم فقط إلى موقع الضريح المستقبلي للباب.Kindle:3089 وعند زيارتهم لضريح بهاء الله، سُمح لهم بالدخول إلى الحجرة التي دُفنت فيها رفاته.Kindle:3201 وكان هذا شرفاً عظيماً، رغم أنهم لم يُخبَروا بذلك مسبقاً – إذ إن الحجاج عادة ما يبقون خارج الغرفة نفسها.Kindle:3228،3278 وربما كانت الزيارة صعبة بسبب الخلافات القائمة آنذاك بين عبد البهاء وأخيه غير الشقيق، حيث كانوا يوجهون تعليقات ساخرة للزوار.Kindle:3201 وفي اليوم الذي زارت فيه ماي بولز، كان أكثر من مئة من البهائيين الشرقيين متجمعين في الخارج، وغنت فتاة أنشودة "المدينة المقدسة" ثم "أقرب يا إلهي إليك"، بينما كان البهائيون يجتمعون حول الحديقة الداخلية داخل الضريح.Kindle:3244-3260
سيرة ذاتية فيلدا بيف متلمان تقدم هذا الملاحظة عن تأثير الحج على لوا: "لقد حولت لوا جيتسينجر من امرأة شابة غير مهتمة نسبيًا، رغم ولائها لدينها، إلى تابع متحمس لـ عبد البهاء. لقد أعطاها اسم فارسي، 'ليفا' الذي يعني 'راية' بالإنجليزية، واعتقدت لوا أنه قد أعطاها كذلك مهمة خاصة لتعليم الإيمان ومنحها قدرات استثنائية للقيام بذلك. ومنذ هذه الفترة فصاعدًا، كرست حياتها وطاقتها لتحقيق هذا الهدف.":ص13-4 لوح، تم أخذه ككتاب مقدس من قبل البهائيين، أُعطي لها من عبد البهاء في 18 يناير، 1899،:ص23 لكن المترجمين الإنجليز كانوا محدودين. بدأت في دراسة اللغة الفارسية وبدأت علاقة صداقة مع بنات عبد البهاء، وبدأت أيضًا في تعليمهن الإنجليزية.

كتبت لوا إلى ثورنتن شايس في 15 فبراير 1899: 
| لوا غيتسينغر | …عندما غادرت أمريكا اعتقدت أنني أعرف الكثير… لكن بعد رؤية السيد… أنا متأكدة أنني لا أعرف شيئًا… وجه السيد جميل بشكل رائع - عيناه تقرأان الروح بالكامل - ومع ذلك فهما مليئتان بالحب الإلهي وتذوب القلب حقًا!' | لوا غيتسينغر |

كما تشير لوا إلى أنه أصبح واضحًا أن تعاليم خير الله اختلفت في النغمة والمضمون عن تلك التي لعبد البهاء.:pp19-20 وذاك أيضًا عندما وصلت الزهور وعلقت لوا بأنها كانت تتعلم الفارسية. تُرجمت الرسائل من فارس والغرب وتمت قراءتها وأُرسلت إلى البهائيين من الجانب الآخر.Kindle:3212،5927 تم التعامل مع روبرت تيرنر بشكل خاص كضيف وليس كخادم حتى عندما كان بقية الحجاج يعتقدون أنه يجب، ومع ذلك لم ينتقدوا مباشرة وبدلاً من ذلك جاؤوا ليفهموا خطأهم بتأثر.Kindle:3739-3770 لم يكن معروفًا للبهائيين الغربيين وصول بقايا الباب خلال حجهم، في أثناء يناير أو فبراير وعلى الأقل لبعض الوقت حُفظ في غرف بهيجة خانم، ووضع حجر الزاوية بواسطة عبد البهاء مع خير الله، الذي أطلق عليه مؤسس المجتمع البهائي في أمريكا.Kindle:3788-3820 رأوا صور ورسوم وصور الباب وبهاء الله التي كانت تحتفظ بها بهيجة خانم.Kindle:4141 كان البهائيون في الشرق يصومون بينما لم يُطلب من البهائيين الغربيين أن يبدأوا الصيام ولم تُسجل أي ممارسات بينهم حتى مع أن لوا حصلت على شرف البقاء في بيت عبد البهاء.Kindle:4080 جادل خيرالله في عقيدة البهائيين وسلطة الفهم مع إدوارد ومع يد الأمر الحاج ميرزا محمد تقي أبَهري وفي كلتا المرتين تدخل عبد البهاء للحفاظ على السلام ووقف المناقشات؛Kindle:4884-4901 ومع ذلك تواصل خير الله مع الأخ الغير مؤمن لعبد البهاء.Kindle:4937 في منتصف فبراير كتبت لوا إلى Chase "…ببساطة أخذ الدروس واستلام 'الاسم الأعظم' لا يعني أننا مؤكَّدون. يجب علينا العمل من أجل تلك البركة العظيمة، وبدون العمل لن نحصل عليها أبدًا وأوه، إنها تستحق كل الجهد الذي يمكننا القيام به!".Kindle:5011
في منتصف مارس وجه المسؤولون العثمانيون بعدم السماح للحجاج برؤية عبد البهاء رغم أن المسؤولين المحليين كانوا متذبذبين.Kindle:3879-1896 ومع ذلك طلب عبد البهاء من الزوجين جيتسنجرز وحاجين آخرين أن يبقوا في مصر لمزيد من التعليمات.Kindle:4223 وقد كانت هذه دروسهم الأولى من أبو الفضل الكلبايكاني واستمرت حتى أبريل مع بعض الرحلات الأخرى في ظل ارتفاع الحرارة.Kindle:4335 بدأت لوا دراسة الفارسية لمدة أسبوعين حيث تعلمت الكلمات السهلة وحفظت دعاءً واحدًا.:pp20-3 حوالي مارس نقل الحاج المرافق إيلا جودال في رسائل إلى البهائيين الأمريكيين أن كتاب خيرالله يحتاج إلى مراجعة أو قد لا ينشر بالفعل.:pp143-4:p24 غادر خيرالله عكّا في 21 مارس ووصل إلى نيويورك في 1 مايو.:p30 وخلال تلك الفترة توقف في باريس وحاول صرف شيك من هيرستس لنفسه بدلاً من المستفيد المقصود لكنه لم ينجح.Kindle:4408 وخلال الرحلة أرسلت جودال رسالة أخرى تقول إن الكتاب لن ينشر في أي وقت قريب.:p153 في مراجعة روبرت ستوكمان لتاريخ البهائي المبكر في أمريكا كان "الاكتشاف الأكثر إثارةً" للمجموعة هو أن عبد البهاء ناقض آراء خيرالله بشأن التناسخ لكن موقف الدين من الفكرة لم يكن مفهوماً بشكل كامل بعد: إدورد فهم الآن أنه بدلاً من أن تكون روحه إعادة تجسد كان هناك ملائكة حراس من الممكن أن "يصبحوا كواحد في الفكر والإرادة" مع المؤمن وخصوصاً أن ملاكه الشخصي كان الرسول يوحنا كما كان ملاك خيرالله الرسول بطرس - كان هذا سوء فهم تم توضيحه مع مرور الوقت.:pp146،149
Circa أبريل في عودتها إلى عكّا بكت لواء دموع الفرح خلال شاي متأخر في الصباح قدمه عبد البهاء. كان يشير دائمًا من مثال مادي إلى عمل يتم تنفيذه بروح معينة. قدم لها خبزًا مغموسًا بالعسل وطلب منها أن تتكلم "بكلمات عسل" وغسل وجهها بعد الوجبة وحثها على "غسل الوجوه بالحب". تكتب لواء "وهناك رفع صوته بالدعاء لي،…. يجب أن تُظهر أعمالي وكلماتي وأفعالي في المستقبل ما إذا كان قد صلى من أجلي عبثًا أم لا!… يجب عليك أن تقول لكل المؤمنين في أمريكا أني أحبهم وأصلي من أجلهم، وأرغب بالتالي أن يحبوا ويصلوا من أجل بعضهم البعض،--دائمًا يسعون لتكونوا متحدين معًا، يعيشون في وئام وسلام، لأن في وجود الانقسام--الله ليس هناك.":pp24-9

#### في الولايات المتحدة
عندما عاد عائلة غيتسينغر إلى الولايات المتحدة في مايو، جلبوا بعض الدروس في روحانية العمل، تحسينات في فهم أعمق لتعاليم الدين، وعدد من الهدايا للبهائيين. هذه الهدايا كانت: الصورة الفوتوغرافية التي تم التقاطها لـعبد البهاء عندما كان شاباً، وتصميم خطي للاسم الأعظم، ونسخة عربية من الكتاب الأقدس، وتسجيلاً على أسطوانة شمعية لعبد البهاء يتلو الذي لا يزال موجوداً حتى يومنا هذا.:p143 كان هناك أيضًا تسجيلات لـبهيية خانم والحجاج "يغنون ترانيم بهائية أمريكية جديدة التأليف" وجميعها فقدت منذ ذلك الحين، وبعض النسخ من الأدعية والمناجاة والاختيارات من نصوص الدين.Kindle:4973 بدأ البهائي النيويوركي هاورد مكنات بعمل نسخ من الصورة وبدأ أنطون حداد العمل في ترجمة الكتاب الأقدس. كان تصرفات عائلة غيتسينغر الروحية كما علمها ʻعبد البهاء في شكل تعاملهم الإيجابي في مواجهة الشائعات السلبية التي نشرها خير الله عنهم، "مفاجئًا وسرًا" للبهائيين النيويوركيين، حسبما قال ستوكمان.:pp159-60:pp30-1 سحبت هيرست عرضها لتمويل كتاب خير الله.:p112
في 2 يونيو عاد جيسينجيرز إلى إيثاكا ومزرعة عائلة مور.Kindle:5011 وأقاموا في منزل دي سي لهيرست ربما في حوالي يونيو-يوليو.Kindle:5050-5066 ثم استقر جيسينجيرز في ديترويت رغم أنه مع سفرهم لم تبدأ أية جماعة بهائية هناك حتى بعد كل هذه الأحداث.:p187 بدأت لوا بتبادل الرسائل المتكررة مع بنات عبد البهاء والسفر لأجل مصالح الدين. كان جيسينجيرز جزءًا من تجمع لنزهة يوم الاستقلال الأمريكي في لا غرانج، إلينوي، حيث حضر حوالي 300:pp32-5 أو أكثر:pp162-3 من البهائيين. خططوا أيضًا للقدوم مرة أخرى في أغسطس لإلقاء محاضرات عن تجربتهم في الحج ولكن خيري الله أثار تعليقات سلبية عنهم مرة أخرى مما أدى إلى اعتراضات على زيارتهم،:pp32-5 رغم أنها في النهاية تمت.:pp162-3 مرة أخرى حاول جيسينجيرز البقاء إيجابيين في تعاملهم وعدم التحدث بسوء عن خيري الله.:p32 في رسالة بتاريخ 18 أغسطس 1899، من ديترويت، تكتب لوا عن الصلاة من أجل خيري الله، ونصحت القارئ بعدم تحدي الكلمات ذهابًا وإيابًا ولكن بالبحث عن الإرشاد من كورنثوس الأولى 3 بدلاً من ذلك. تضمنت مراسلات أخرى الموضوع عن سؤال تعدد زوجات بهاء الله والذي كان موضوعًا محسومًا بالنسبة لفهم لوا.:pp32-5 في الأشهر المقبلة، ومع ذلك، اشتدت شائعات العداوة بين إدوارد وخيري الله ووجد ماكنوت نفسه مضطرًا للرد حيث كان مذكورًا في بعض الشائعات.:pp162-3 جيمس هوم، وكيل الأعمال والمساعد لريست، توسط بينهما لإبقاءها خارج الصحف والمراسلات بينهما. رأى أن المشكلة كانت تصادمًا في الشخصيات بين خيري الله وإدوارد.:pp162-3 جلب خيري الله نسخة من الكلمات المكنونة التي حصلت عليها الجماعة وتمت ترجمتها ونشرها عبر حداد في مارس 1900.Kindle:5513
قريباً بدأ خير الله يدعي أنه "رئيس" البهائيين الغربيين؛ أنطون حداد ذهب إلى عكا وعاد برسالة أخرى تنفي أي وجود إداري لـ"رئيس" وبدلاً من ذلك أكدت على صفات مثل التواضع والخدمة لتكون الدافع الروحي لمروجي الدين بدلاً من الرغبة في أن يصبحوا قادة.:p31 تداولت مجموعة حداد لمواد العهد للمجتمع الأمريكي منذ عام 1900Kindle:5333 واستذكر حداد أن عبد البهاء كرر كلمات بهاء الله عدة مرات: "لا يمكن لأسري أن يؤذيني. الذي يمكن أن يؤذيني هو سلوك من يحبني، الذين يدعون أنهم متعلقون بي، ومع ذلك يستمرون في ما يجعل قلبي وقلمي يأنان."Kindle:5475
زار آل غيتسنغر شيكاغو مع حداد في 11 فبراير، 1900، لتحديث البهائيين في شيكاغو حول تصريحات عبد البهاء عن "لا رؤساء" وأنه يجب أن يكون هناك "بيت عدل" منتخب.:pp169-70 حوالي 600-700 حضروا الاجتماع بما فيهم خير الله لكن لم يتحدث عندما أعطي الفرصة. إدوارد احتضن خير الله كمحاولة علنية للمصالحة. تم انتخاب مجلس من 10 أعضاء في شيكاغو لم يشمل خير الله ولا أي شخص معروف بتأييده له، وهذا المجلس أرسل رسالة إلى عبد البهاء لدعم ولاءهم له.:pp169-70 ثم ذهب حداد وآل غيتسينغر إلى كينوشا في 16 فبراير، 1900 وذكروا شكوك خير الله حول موقع عبد البهاء. رسالة لـ لوا في 23 فبراير، 1900، من ديترويت إلى سينسيناتي نقلت لوحًا لها حول التكلم بكلماتها كلما سنحت الفرصة والتخطيط لزيارة مستقبلية.:pp32-5 في الواقع ذهب حداد بعد ذلك إلى إثاكا وبالتيمور بينما زارت لوا سينسيناتي في 25 مارس مكررة الرسالة عن "لا رؤساء".:p172 عمومًا لم يظهر البهائيون أي عداء تجاه خير الله باستثناء ربما إدوارد.:p172
في منتصف ربيع 1900، عبد الكريم التهراني، ممثل عبد البهاء، وصل لمحاولة تسوية مسألة الزعامة.:pp173-4 تفاوض كريم وخير الله في منزل مك نات لمدة أسبوعين. في 8 مايو عقد اجتماع عام في نيويورك مع حوالي 200 بهائي بما فيهم الجيتسينجر الذين لم تتم دعوتهم. قدم خير الله دعمه لعبد البهاء كرئيس للدين، وأشاد إدوارد بخير الله وعانقه رغم أن خير الله لم يرد المجاملات. إلا أن كريم أرسل رسالة دورية يعلن فيها عن تراجع خير الله، حسب قول كريم، واعتقد حداد أن هذا كسر الاتفاق الذي تم التوصل إليه بين كريم وخير الله. تم ذكر الجيتسينجر بين البهائيين في تغطية الصحف لتحدي كريم ضد خير الله. حُاول عقد اجتماعات أخرى لشفاء الشقاق، بما في ذلك قدوم كريم ومترجمين إلى شيكاغو، بتمويل من بهائيي نيويورك بتنظيم من ثورنتون تشيس، لكن خير الله لم يحضر الاجتماعات قط وبدأت الاتهامات تتكاثر بدلاً من ذلك. أخيرًا، غادر كريم في 5 أغسطس، 1900، دون حل.:pp173-4 في أكتوبر، أرسلت ماريون خير الله، زوجته الرابعة السابقة الآن، من قبل عبد البهاء إلى أمريكا مع عصاد الله لتقديم المساعدة في تعزيز فهم البهائيين.Kindle:5549 بحلول ذلك الصيف، كانت شقيقة لوا، روبي/هيبي، تعمل كخادمة في منزل آخر لعائلة هيوم.
بينما التقت ماريون جاك بالدين في باريس في 1900 من خلال بولزKindle:2216 وسمعت عن اسم لوا. لاحقاً قامت برسم لوحة أو اثنتين للوا التي لا تزال في الأرشيف الوطني الأمريكي.

#### الثانية
كانت الحج الثانية لعائلة غيتسينغر في خريف عام 1900 بعد بضعة أسابيع من مغادرة كريم، ومع عائلتي دودج وهور.:p32 حصلت عائلة غيتسينغر على جواز سفر في أغسطس، وسافروا عبر باريس في سبتمبر وخلال تلك الفترة كان هناك الكثير من النقاش حول التقمص.:p153 واستذكروا عبد البهاء يطلق على خير الله "بطرس البهاء" واستنتجوا أن كريم كان عودة النبي أيوب، وكان إدوارد الرسول يوحنا ولوا مريم المجدلية. بدأت التكهنات بأن مي بولز كانت بطريقة ما تقمص جوان دارك. كان خير الله "يعمل على كرمته" لأنه رفض يسوع ثلاث مرات. انضمت جولييت طومسون إلى الدين في باريس أيضًا في عام 1901. ولاحقًا في عام 1901 أرسل عبد البهاء أبو الفضل الكلبايكاني لتصحيح الفهم في باريس. ومن باريس توجهت العائلات نحو فلسطين. وقد تم وضع عائلة دودج في الحجر الصحي في بيروت ووصلوا إلى حيفا في 25 سبتمبر.:p32 ووصلت عائلة غيتسينغر إلى حيفا لا تزال في سبتمبر.:بين الصفحات 116-7 تشير ملاحظات هور عن الحج إلى أنهم تناولوا الإفطار مع ʻعبد البهاء تقريبًا كل صباح، ثم يكون هناك درس لمدة ساعة مع مترجمين غالبًا على تفسير البهائي للكتاب المقدس أو طبيعة النمو الروحي وطبيعة الروح وغالبًا ما يتم استخدام الكتاب المقدس للتعليق.:p33 بقيت عائلتا هور ودودج حوالي أسبوعين ثم غادرا في 9 أكتوبر وزارا البهائيين في باريس في طريق العودة إلى الوطن.:p32 وبعد أن غادروا لبعض الوقت نقلت عائلة غيتسينغر دراستهم مع ميرزا أبو الفضل إلى بورسعيد، مصر، حتى 1 مارس ثم عادوا إلى حيفا مرة أخرى.:pp38-40 لاحقاً ذكرت لوا أن ʻعبد البهاء قال أن يحب أبو الفضل مثل الأب.:p55
حصل آل غيتسنجر على معلومات أوسع بكثير عن الدين في الحج الثاني مقارنة بالأول.:ص32 وكان الوضوح الجديد هذه المرة هو أن الدين لا يقبل بأي شكل من أشكال التناسخ – "الأرواح لا تعود" – وقد نُشرت هذه العقيدة في رسائل مختلفة أُرسلت إلى أمريكا. وفي إحدى الرسائل كتبت لوا: "لا تدع هذا التغير في التعليم يؤثر فيك... لقد سمعت من أمريكا أن كثيرين اهتزوا... ما الذي يهم إن كنا قد وجدنا على هذه الأرض من قبل أم لا. نحن الآن هنا في أعظم فترة وُجدت منذ بداية العالم...":ص33
ومع ذلك، فقد حافظوا على نبرة تبجيل كبيرة في الحديث عن عبد البهاء، كما في رسالتهم إلى البهائيين في شيكاغو بتاريخ 19 أكتوبر 1900، حيث جاء فيها: "... ربنا وسيدنا المبجل، الابن المحبوب من الله، أعظم فرع وغموض... نفس الروح القدس، الذي تحدث في يسوع المسيح قبل 1900 سنة، يتحدث اليوم فيه، ومن خلاله يقوم بجميع الأعمال الصالحة.":ص38-40
وقد نُشر ملف تعريفي عن البهائيين في الصحف من خلال مقابلة مع ماك ناتس، وذُكر أن آل غيتسنجر كانوا في الحج وقدموا هذا النوع من المصطلحات عن عبد البهاء – كما تضمّن المقال الصحفي ترجمة لرسالة قُدّمت على أنها موقعة من عبد البهاء، رغم أن المترجم لم يُذكر.
ومع أن المؤمنين الغربيين الأوائل خلطوا بين مقام يسوع ومقام عبد البهاء، وأظهروا درجات مفرطة من التبجيل، إلا أن هذا منح النساء القوة لتحدي الأعراف الاجتماعية بسهولة، مع الاستمرار في اتباع توجيهات عبد البهاء، حتى لو اعترض أزواجهن.:ص36،113
وقد كُتبت نسخ من رسائل لوا على الآلة الكاتبة في ست صفحات عام 1900، وجرى تداولها، وكانت تتضمن تأويلاتها، ونبوءات بهاء الله، وفهمها لموضوع الحياة بعد الموت.:ص45 وهناك صورة من تلك الفترة تتضمن لوا.:بين ص116-7
لوا أرسلت رسالة إلى إليلا كوبر في 23 مارس 1901، من حيفا:p41 تذكر فيها أنها قرأت المقال الأخير لـإدوارد غرانفيل براون في آسياتيك جورنال، وشرحت تعاليم البهائية حول مقام الظهور باستخدام تشبيه المرآة والشمس، وأن الروح القدس هي أشعة من الشمس، وأن ʻعبد البهاء ليس روح عيسى المتجسدة ولكن من نفس الروح القدس ومع ذلك لا يزال إعطاء تجليها في ʻعبد البهاء مكانة أعلى من عيسى. وتستمر الرسالة في تشجيع المعاملة الرفيعة التي يجب أن يكون لدى البهائيين مع بعضهم البعض. مرة أخرى طرحت قضية تعدد الزوجات وحاولت مرة أخرى بطريقة خاطئة شرح مقام بهاء الله وʻعبد البهاء - أن أحدهم وضع القوانين والآخر حققها وأن تحقيقها كان مكانة أعلى.:pp41-4 كان هناك بضعة بهائيين آخرين حاضرين الآن يمكنهم المساهمة في عمل الترجمة - ولا سيما إشتيعال بن كلانتر، المعروف بـ علي قلي خان.Kindle:5530،5589 بحلول الحج الثاني كانت هيرست قد ساهمت بالمال لإصلاح طريق إلى ضريح الباب المتنامي وتم تصويرها بواسطة إدوارد.Kindle:6159 في 1901-1902 تردد صدى العديد من الرسائل من مختلف سكرتيرات ʻعبد البهاء حول مكانة الخدمة الرفيعة والمحبة بين المؤمنين. كتب أحدهم كتاب ذكريات تسع سنوات في ‘عكا وذكر لوا بشكل مستفيض. عادت عائلة جيتسنجر إلى باريس في يونيو 1901.
استمر التغطية الإعلامية العامة للانقسام بين أولئك الذين وقفوا إلى جانب عبد البهاء، مثل التطورات في غرين أكر، وهي منتجع روحي شهد آنذاك اهتمامات جديدة بالدين، وكذلك آل مكناكيت، دودج، وآل جيتسينجر، ضد خير الله. بعد الحج الثاني، ذهب آل جيتسينجر إلى كاليفورنيا بمساعدة هيرست.Kindle:6138 ومع ذلك، كانت الدعاية حول تورط هيرست في الدين قد بدأت بالفعل في الانتشار منذ منتصف أكتوبر 1900 واستمرت حتى عام 1901، بينما كانت الصحف لا تزال تغطي الانقسام بين خير الله وكريم. بعد الحج الأول، تم تسريب محاولات لوا للمراسلة نيابة عن هيرست، مما كشف عن تورطها في الدين، وذلك في وقت كانت فيه الأنظار تتجه إلى الأنشطة السياسية لابنها، مما دفع هيرست إلى طرد آل جيتسينجر من الإقامة في منزلها عام 1901.Kindle:6195 كما نُشرت رسائل أخرى تنفي أنها كانت كاتبة لتلك الرسائل، ولكن دون إذن منها.Kindle:6195 واضطر آل جيتسينجر إلى إنهاء أسفارهم التي كانت تهدف إلى الترويج لمصالح الدين.Kindle:6215بحلول أكتوبر، كان إدوارد يحاول تأسيس شركة استيراد في نيويورك، ومتجر في ديترويت، ومكتب رئيسي في العاصمة، حيث كان يتوقع أن يستقر هناك. أشارت الصحف في ديسمبر إلى أن لوا قد سافرت مرتين بالفعل إلى عكا، ونشرت مقتطفات من رسالة لوا عن الحج الأول.
```
| newspaper =ذا إنتر أوشن
| location =شيكاغو، إلينوي
| page =48
| date =1 ديسمبر 1901
| url =
https://www.newspapers.com/clip/24940/babibahai_history_reports_and/

| access-date = 11 نوفمبر 2019}}</ref>
```

### الحج الممتد والالتماسات
تقدم المجتمع بمشاركة نسخ من الرسائل عن عبد البهاء وتعاليم البهائية. تعزز اعتقاد لوا بأن لديها مهمة لنشر الدين، وكان اعتقاد إدوارد أنه لديه مهمة لربط العلم بالدين.:ص47 تلقى آل غيتسنجر مساعدة مالية من هيلين جودال وأجنس بارسون وآخرين.:ص47 عادت لوا إلى فلسطين بدون إدوارد وعاشت في منزل عبد البهاء ودرست الإنجليزية لبناته وساعدت في الترجمة.Kindle:6215
قصة واحدة مذكورة هي أنه بينما كانت لوا هناك، تم توجيهها لزيارة منزل صديق لعبد البهاء في عكا، لكنه كان قذراً في نظرها لدرجة أنها فرت. أمرها بالعودة والقيام بما هو صحيح لهذا الصديق.:pp50-1 وتم تسجيل أيضاً أنها غنت النشيد "أقرب يا إلهي إليك" لـعبد البهاء من شرفة منزل حيفا بينما كانت تنظر نحو ضريح بهاء الله.:pp50-1 ساعدت لوا في ترجمة اللوح/الأغنية المؤثرة لتوماس بريكويل من قبل عبد البهاء. كان بريكويل بهائياً إنجليزيًا أمريكيًا كان يقضي عطلة في باريس، وانجذب إلى الديانة عبر Bolles، وسرعان ما توفي بسبب السل.:pp50-1 في حيفا، أصبحت لوا معروفة بأنها تسعى لتكون شهيدة من أجل الديانة مثل قرة العين القزوينية، (شخصية بطولية في تاريخ البابية التي يرفعها البهائيون)؛ قامت بضم صديقين للصلاة من أجلها بالصلوات البابية وطلبت من عبد البهاء أن يستجيب لطلبها نيابة عنها. كان رد عبد البهاء تقريبا أن الشهادة كانت مقاماً عالياً يمنحه بهاء الله لمن يختاره، وأن الواقع المادي للقتل لم يكن هو الفيصل، فهناك من لم يُقتلوا ولكنهم احتسبوا كشهداء، وهناك أيضاً من قُتلوا ولكنهم لم يحصلوا على مقام الشهيد. كان جوهر الشهادة هو الخدمة، وكانت هي، "الحمد لله"، قد قامت للخدمة.:pp55-6 الوثائق غير موجودة ولكن بطريقة ما جاء إلى الذهن مهمة معينة. في صيف 1901، سعت مجموعة صغيرة من النساء إلى تدخل دبلوماسي نيابة عن البهائيين في بلاد فارس خلال موجة معينة من الاضطهادات. لم يؤدِ هذا إلى ثمار. في العام التالي، رأى عبد البهاء الزمان والمكان والشخص المناسبين لـلوا للقيام بالمهمة.
```

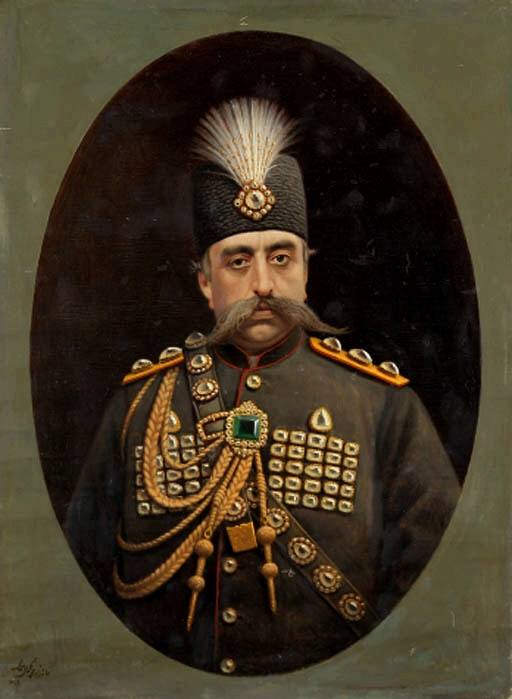
صورة مظفر الدين شاه قاجار بواسطة كمال الملك، 1902

في 5 يوليو 1902، حصلت لوا على جواز سفر باسمها الخاص في نيويورك وتدرج مختلف الحقائق من حياتها - ولدت في هووم، نيويورك، وأقامت مقر إقامتها الرسمي في ديترويت خلال السنتين الماضيتين، وشهدت الأوراق من قبل جوزفين سي. كاولز من نيويورك.
[
62
]
 ثم عادت لوا إلى فرنسا قبل 28 سبتمبر.
[
12
]
Kindle:4359
 كانت هناك لتقديم عريضة إلى 
مظفر الدين شاه
، الحاكم الحالي لإيران، مع مريم هاني، بينما كان الشاه هناك.
[
6
]
:ص59-67
[
63
]
 لم تكن مرحبًا بها فورًا. اُلتقطت صورة للوا وزملائها في باريس.
[
6
]
:بين ص116-117
 في مرحلة ما خلال الإقامة في باريس، اتصلت دونيا 
أوجيني
، إمبراطورة فرنسا الأخيرة وأرملة الإمبراطور نابليون الثالث، وحاولت تقديم الدين لها لكنها رفضت العرض.
[
6
]
:ص80-81
 بدأت لوا في وقفات صلاة مطولة لكي يُسمح لها بتقديم عريضة بشكل شخصي إلى الشاه. 
Hippolyte Dreyfus
 
[خطأ: تحقق من وسيط ورمز اللغة]
 ساعدت لوا بترجمة العريضة إلى الفرنسية،
[
4
]
 وللحصول على مقابلة.
[
12
]
Kindle:3200
 في البداية تم منحها فقط اجتماع مع الوزير الأكبر، دفعت لوا القضية وأخيرًا التقت مباشرة مع الشاه بنفسه.
[
3
]
:ص165
 كانت العريضة لأن يُسمح للبهائيين بمقابلة الشاه، وأن يحمي البهائيين في بلاد فارس وأن يطلب من سلطان تركيا أن يسمح عبد البهاء بالحرية في السفر.
[
6
]
:ص59-60
[
64
]
```

“…في قاعة الاستقبال الكبرى في فندق قصر اليزيه حيث انتظر جميع الأفواج المكونة من مائة وخمسين فارسًا جلالته، تقدمت هذه المرأة الأمريكية الوحيدة، المرأة الوحيدة في هذه المجموعة الكبيرة من الرجال، وقدمت إلى جلالته العريضة التي كتبتها بإخلاص. وألقت لوا أيضًا خطابًا قويًا يشير إلى أن مثل هذه القسوة 'غير المتحضرة' تسيء إلى بلاد فارس، وأنه إذا درس الملالي تاريخ الإسلام، 'فسيرون قريباً أن سفك الدماء ليس وسيلة لإلغاء، بل هو سبب لنشر كل حركة دينية.' ثم قامت لوا بسرد قصة مؤثرة عن امرأة قُتل زوجها وأخوها وابنها البالغ من العمر إحدى عشر سنة بوحشية على يد الحشود، وعندما 'ألقت نفسها على جثثهم المشوهة' هي 'تُضرب حتى تفقد الوعي'.". سألت لوا الشاه، "…هل من العدل من جانب جلالتكم السماح بارتكاب مثل هذه الجرائم البشعة دون عقاب؟":p165
وافق على التدخل نيابة عن البهائيين، لكنه لم يكن قادرًا على منح حرية عبد البهاء - ثم بدأت لوا في تخطيط مغادرتها إلى القسطنطينية لتقديم استئناف مباشرة إلى الخليفة العثماني، لكن عبد البهاء تدخل ومنع ذلك الاستئناف.Kindle:4359 ومع ذلك، فإن الظروف في إيران لم تهدأ إلا بعد عدة سنوات.
سيلينا كروسون تعلق في أطروحة الدكتوراه الخاصة بها: "من أجل العدالة، إلى حد كبير للنساء، تجرأت بوضع نفسها أمام جموع الرجال ضد تقاليد الملالي والدولة، ممثلة بشكل رمزي البنية الفوقية الأبوية للنظام العالمي القديم. في هذا الجهد، لوا غيتسينغر، كانت (على الأقل) تعرضت لثلاثة عوائق في ساحة رجال شرقية (وإن كانت محمية ببيئة باريس). لقد كانت امرأة، تعتبر قليلة الشأن، وعلاوة على ذلك، امرأة غربية، تعتبر مشبوهة أخلاقياً في أعين الرجال الشرقيين. كانت فرنگية، أجنبية أوروبية، تعتبر طقوسياً 'غير طاهرة' من قبل المسلمين، والأسوأ من ذلك، بهائية، مشوهة السمعة في فارس بسبب الهرطقة، والجرائم الأخلاقية، والجاسوسية. لم تكن لوا تملك ثروة للرشوة أو علاقات داخل أو خارج إيران. لم تكن لديها قوة زمنية وكما طاهرة، اعتمدت فقط على الكلمات، التي في الكتابات البهائية تعتبر في لغة عسكرية مجازية وكأنها 'سيوف'. ومع ذلك، عندما لخصت ميريام هاني لوا، أكدت أيضاً على 'الأمومة'. سحرها الجذاب الذي لا يقاوم، ومواهبها الرائعة كمعلمة، وشخصيتها القوية وفرادتها بجاذبية الروح العظيمة، هذا مع ثمار خدماتها المؤكدة والمتميزة، وضعها في فئة أعظم معلمي البهائية في العالم.":pp165-6 ومرة أخرى تلاحظ كروسون: "أن يرسل زعيم شرقي ذو مكانة امرأة غربية كممثلة رسمية للتحدث مع حكام شرقيين رفيعي المستوى كان أمراً شبه غير مسبوق، مما يظهر الثقة التي وضعها عبدالبهاء في هؤلاء النساء، خاصة عندما كان هناك العديد من الرجال، سواء الشرقيين أو الغربيين، الذين كان يمكن أن يرسلهم. وبالمثل، وضعت النساء يقيناً مطلقاً في ما اعتبرنه صدق الإلهام في عبدالبهاء، بغض النظر عن ظروفهن أو شكوكهن حول قدراتهن.":pp39-40

تاريخ الحكاية غير معروف، لكن مارثا روت، التي أصبحت لاحقًا عضوًا بارزًا في الدين وتم تعيينها بعد وفاتها يدًا من أمر الله، أعلى منصب معتمد في الديانة البهائية، من قبل شوقي أفندي، روت قصة أخبرتها إياها بولز، حيث قالت إن لوا كانت في باريس ذات يوم وتخلت عن رحلة إلى لندن، بما في ذلك التذاكر، عندما سمعت أن هناك طرفًا مهتمًا للاستماع عن الدين.Kindle:7004 كتب عبد البهاء لوحًا إلى لوا موجهًا إليها في نيويورك بتاريخ 9 ديسمبر 1902:
| لوا غيتسينغر | إنني لأدعو الله من أعماق قلبي أن يجعلك آية للانفصال، وراية للجذب، ومصباحًا للقداسة؛ لكي تنقطعي عن كل مراتب (أو شواغل) العالم الأرضي، وتتزيني بأتم عطايا الملكوت؛ حتى لا يُسمع من فمك صوتٌ سوى "يا بهاء الأبهى"، ولا يُعرف فيك وصفٌ إلا التضحية في جميع الأحوال في سبيل الله؛ لتضحي بروحك من أجل روح الله، ورضاك لرضا الله، ورغبتك لرغبة الله، وإرادتك لإرادة الله؛ حتى يشهد الجميع بأنك "ما أنتِ إلا أمة منقطعة، متحررة، مقدسة، ومطهرة في عتبة بهاء". حقًا أقول لكِ! هذه رتبة تتلألأ أنوارها وتشرق في ملكوت الله، وفجرها يسطع على جميع الأقاليم إلى الأبد! وما عدا ذلك، فليس إلا أحلامًا مشوشة، وتخيلات، وخرافات "لا تسمن ولا تغني من الحق شيئًا". :p68 | لوا غيتسينغر |

 It goes on to encourage respect and care for Edward’s opinions and wishes as well.
هناك أيضًا دعاء للوا محفوظ.:ص71 يبدأ ب"أنت تعرف، يا الله، وأنت شاهدي أني لا أملك رغبة في قلبي سوى الوصول إلى رضاك، …" ويعود تاريخ المخطوطة الأصلية لهذا الدعاء، المحفوظة في أرشيف البهائيين، إلى عام 1905، لكن نسخة لو الخاصة تحمل تاريخ 28 مارس 1903.:ص71 وتوجد نسخ من الدعاء تتضمن سطرًا اُستخدِم في عدد من الأغاني التي ألفها البهائيون: "التعليم هو التعلم، والتعلم هو العمل، والعمل هو الخدمة، والخدمة هي الحب، والحب هو التضحية، والتضحية هي الموت، والموت هو الحياة، والحياة هي السعي، والسعي يعني الارتفاع فوق كل القيود الأرضية والدخول في العوالم الأبدية" على الرغم من أنه تم استبداله بترجمة أحدث.
By 28 مايو 1903، كانت لوا قد عادت إلى حيفا - كتبت رسالة إلى دريفوس تشير فيها إلى الاحتفال بـ صعود بهاءالله مع عائلة عبد البهاء وتصف العلاقة بين بهاءالله وعبد البهاء بكلماتها الخاصة كمن "تنازل عن عرشه لصالح ابنه الحبيب والأكبر سنًا".:pp51-2 26 أغسطس 1903، كتبت رسالة إلى جولييت طومسون من عكا. كانت جولييت قد أرسلت صورة ذاتية إلى حيفا وكتبت لوا عن حزن عبد البهاء بشأن اضطهاد البهائيين الفرس.:p73
لوا معروفة بوقوع حادثة كبيرة ما على الرغم من أن التاريخ غير معروف - بمرور فترة من "الإجهاد العصبي" كما أُطلق عليها لاحقاً.:ص72،82–3

قصة أخرى ذات تاريخ غير مؤكد هي عن محاولتها السير في خطوات عبد البهاء. يقتبس سيلينا كروسون في الدكتوراه عام 2013 في التاريخ: 
كانت هي و عبد البهاء يسيران على طول الشاطئ. لوا تراجعت وبدأت تضع قدميها في آثار قدميه. تروي البهائية المبكرة موريل آيفز بارو نيوهول القصة، والتي تقول إنها رواها لها جريس روبرتس أوبير، 'طفلة' روحانية للوا جيتسينجر: بعد بضع لحظات، التفت المعلم ليسأل ما الذي كانت تفعله. قالت لوا: 'أنا أتبع خطواتك.' أدار وجهه بعيدًا وسارا. وبعد بضع لحظات، التفت مرة أخرى، 'هل ترغبين في اتباع خطواتي؟' سأل. 'أوه، نعم'، قالت لوا. سارا - و عبد البهاء التفت مرة أخرى، 'لوا! هل ترغبين في اتباع خطواتي؟' كان صوته أعلى وحادًا. 'أوه، نعم'، قالت لوا مرة أخرى. ثم، في المرة الثالثة توقف وواجهها. 'لوا!' كان تقريباً صرخة، 'هل ترغبين في اتباع خطواتي؟' 'أوه، نعم!' قالت لوا للمرة الثالثة - ومع ذلك، قفز عنكبوت كبير من تل رملي وعض كاحلها. رأى عبد البهاء هذا ولم يعير انتباهًا، وأدار ظهره وسار مرة أخرى. تبعته لوا، وما زالت تضع قدميها في آثاره. انتفخ كاحلها، أصبح الألم لا يطاق، حتى أخيرًا انهارت من شدة الألم. ثم حملها عبد البهاء وأخذها إلى أماكن النساء، حيث وضعتها الورقة العليا المباركة [أخت عبد البهاء، بهيّة خانم] في الفراش. زاد الألم. احترّت درجة حرارة لوا؛ وبدأ الهذيان. وأخيرًا، لم تعد الورقة العليا المباركة تحتمل ذلك وطلبت من عبد البهاء أن يشفيها. فحصها بعناية ثم وضع يديه برفق على جبينها. تلاشت الحرارة، وصفا رأسها وشفيت. ولم يتم شرح الأمر لها إلا لاحقًا، فقد كانت تعاني من حالة غريبة وخبيثة في دمها شفاها منها عضة العنكبوت. في نسخة أخرى، تلدغ لوا جيتسينجر من قبل عقرب، ويتم حذف حلقات الحمى والشفاء. عبد البهاء يستمر في السير حتى يصبح ألم لوا لا يطاق، ثم يتوقف ويقول لها برفق، "هذا هو ما يعنيه السير في خطواتي." تظل الدرس ثابتًا.:pp166-7
التغطية الصحفية في منطقة منزل عائلتها تظهر في أكتوبر 1903 أن لوا يُعتقد أنها تعرضت لإطلاق نار وقطع رأسها، لكنها كانت إنذاراً كاذباً. ربما كانت هذه إشارة مشوشة إلى الأحداث السابقة - لفقدانها رأسها كاستعارة لسماعها عن محنة البهائيين الفرس، "متابعة لخطوات عبد البهاء" في حزنه على اضطهاد البهائيين. عملت لوا مرة أخرى في مهمة لتقديم عريضة في خريف عام 1903 أُرسلت إلى طهران؛ وفي هذا الجهد تشارك قصة استشهاد ورقاء.:pp59-60 أدى ذلك إلى بعض التخفيف من حدة الأزمة. في ديسمبر 1903 كتبت لوا رسالة إلى الشاه تشكره فيها على العمل والعدالة للبهائيين - رسالة موقعة مع العديد من البهائيين الفرنسيين.:p60
إدوارد بقي في منزل هانين واشنطن دي سي بينما كانت لوا في الأرض المقدسة لفترة طويلة.:p34

### مجتمع واشنطن العاصمة، السفر، والعرق
كتبت لوا ملاحظات على حجها الذي نُشر تحت عنوان الرحمة والعدل في 27 أبريل 1904.:p81 في رسائل يونيو إلى لوا في باريس من البهائيين في فلسطين أطلقوا عليها لقب "الأم":p93 وحقاً عبد البهاء أطلق عليها "أم المؤمنين"، وهو مصطلح مرتبط أيضاً بالشخصية الإسلامية فاطمة. وصلت لوا إلى أمريكا في 19 يوليو 1904 على متن السفينة إس إس فنلاند. جوزيف وبولين هانين سمعا أول مرة لوا شخصياً في أغسطس 1904 في نيويورك في وداع أبو الفضل، الذي كان معلمهم في الدين في واشنطن العاصمة.:p62
البَهائيون، المعروفون باسم البابيَة، تم تناولهم في تقرير صحفي واسع الانتشار من يناير 1905 بالاستناد بشكل كبير إلى رواية رحلة حَج مَيرون فيلبس - ويشير بإيجاز إلى الجيتسينجر أو على الأقل إدوارد في الظهور المبكر للدين في أمريكا. في فبراير علق ثورنتون تشيس حول لوا في رسالة، قائلاً إنه كان انطباعه أن لوا "تغيرت كثيرًا وللأفضل... (تبدو) أكبر سنًا، وأكثر هدوءًا واحتشامًا"، وكانت ترتدي ملابسها ذات اللون الأزرق، وكانت تدرس الفارسية في الجامعة. قد يكون هذا هو أول ذكر لـ "زي لوا الأزرق". منذ شبابه، كانت لوا تميل إلى أسلوب لباس مبهرج مع تجنب الموضات السائدة. لقد تم نشر بعض الصور لها في الملابس.Kindle:1696 ʻ عبد البهاء طلب منها ارتداء ملابس أقل لفتًا للأنظار ورسم زيًا صنعته بعد ذلك: شكل من اللباس مع ألواح زرقاء داكنة ملكية تنساب بإدماجات من أقمشة مختلفة بما في ذلك الزخارف الحريرية مع قبعة بزنار خاص بها. مع ذلك، كان يمكن للوا أن تمر كأمرأة مسيحية محلية في شوارع حيفا في ذلك الوقت. كان الثقافة الفارسية تميل إلى عدم وضع النساء الغربيات في سياق النساء الشرقيات ولكن تعامل تقريبًا كـ "ذكر فخري" مما وضعهن في موقف يمكنهن من تعلم "مجموعة واسعة من الأداءات الثقافية الأنثوية و/أو 'الأداء النسائي البهائي'، تُستخدم بشكل تكيفي واستراتيجي بينما يسافرن في أنحاء العالم".:p14 قدمت لوا في الخدمة الأسبوعية في نيويورك التي تم الإعلان عنها من أواخر يوليو وهي ترتدي زيها المميز - وصفت الصحف "هناك في نيويورك خدمة دينية كل يوم أحد صباحًا حيث لا يُرى صندوق التبرعات. وأكثر من ذلك، كل المقاعد مجانية، ويتم دعوة وترحيب الفقراء..." تبع مقال صحفي في الأسبوع التالي أيضًا. وانتشرت المقالات اللاحقة في جميع أنحاء البلاد مع بدء تضمين رسم لها في "زيها الأزرق".
عاش آل غيتسينغر هيلين إليس كول في نيويورك قبل الانتقال إلى واشنطن دي سي في أبريل 1906.:p96 سافرت لوا أيضًا إلى بوسطن من نيويورك في خريف 1905 وبعدها تضمن البهائيون الجدد من تأثيرها هارلان أوبير وألفريد لنت،:pp100-1 (الذين شغلوا فيما بعد مناصب قيادية في الدين - انظر مدرسة غرين أكر البهائية. كتبت لوا أيضًا ممارسة الصلاة اعتمادًا على اقتباسات من الكتاب المقدس.:p101 حتى قبل الانتقال، سافرت لوا أيضًا إلى واشنطن دي سي لإلقاء محاضرة عن الدين في معبد بيثيان. عقب تدخلاتها في الدبلوماسية كان هناك رسالتان من البعثة الدبلوماسية الفارسية في واشنطن دي سي إليها في ربيع 1906 ثم أخرى في 1908.:p107 في يوليو أرسل عبدالبهاء لوحًا إلى إدوارد يشدد على مكانة عالية للوا ولإظهار اللطف والاحترام لها بطرق متعددة.:pp102-3 في نوفمبر ذهبت لوا إلى بالتيمور لإلقاء محاضرة عامة عن الدين وكذلك ألقت كلمة في منزل عائلة ستروفن التي كانت قد التقت قبل الحج الأول - وقد دفعت المجتمع الأجرة لبعض البهائيين في بالتيمور للسفر إلى واشنطن دي سي لسماع لوا تتحدث هناك.
في شتاء 1906-7 عبد البهاء أعلن الهدف بإرسال الأمريكيين إلى الهند.:pp104-5 اقترح أبو الفضل هوبر هاريس ثم تم اقتراح رفيق له وتم تسمية شقيق لوا ويليام مور. فوجئ هوبر هاريس بطلبه ووافق ويليام مور على الذهاب لكنه أصيب وتوفي بحمى صفراء.:pp266-7 كان ويليام مخطوبًا للويس ستابفر وعند وفاته بدأت لويز ولوا صداقة عميقة ستستمر لبقية حياة لوا،:p83 والآن بعد عقد من الزمن. بعد عدة سنوات، اتخذ إدوارد ولوا خطوات لتسهيل لقاء لويز مع جون بوش والزواج منه في النهاية:pp88-90 المسمى تكريما لمدرسة بوش البهائية. طلبت لوا من هارلان أوبر الذهاب في هذه الخدمة إلى الهند بدلاً من شقيقها المتوفى.:pp103-5
تحدثت لوا في منازل الأمريكيين الأفارقة رهودة تيرنر وبوكاهانتس بوب مع هوارد ماكنوت.:p68 بعد هذا الاتصال، كان الاجتماع البهائي الأول للأمريكي الأفريقي لويس جورج جريجوري للاستماع إلى لوا تتحدث في غرفة اجتماعات في معرض كوركوران للفنون الذي تناول تاريخ واضطهاد البهائيين في فارس.:pp73-5 في أواخر 1907. لم يحضر سوى ثلاثة لهذا الاجتماع - غريغوري واثنين آخرين، جميعهم من السود، رغم أن بولين نوبلوتش هانين ولوا كانت سيدتين بيضاوين تعملان كمضيفة ومتحدثة للاجتماع الصغير. “كان حديثها مختصرًا لكنه حيويًا” قال غريغوري عنه لاحقًا. قدمت شقيقة لوا روبي/هيب طلبًا للحصول على جواز سفر في مارس 1907 في نيويورك بحضور إدوارد.
لو أيضاً واصلت رحلاتها ووصلت إلى مونتريال بحلول 12 ديسمبر 1907.Kindle:5114 تحدثت إلى جماهير كبيرة في ذلك العام وعادت في كل من السنتين التاليتين. في أوائل 1908 رافقت لو ستانوود كوب في أول رحلة حج له لرؤية عبد البهاء.:p106
رسالة من سبتمبر، 1908، من لوا تُظهِر بداية صداقة متنامية مستمرة - يعلق ميتلمان: "كان للسيدة نورس أن لوا كشفت عن أفكارها الأكثر حميمية وفرحتها العفوية في الحياة، وكذلك قواها اللامعة في الوصف.":p107 بالفعل كان هناك “خمس أرواح ستضحي بحياتها من أجلها" - مريم هاني، ماري لوكاس، ماي ماكسويل، جولييت تومسون، لويز ستابفر.:p111 في نوفمبر 1908 تم تنظيم تجمع للجامعة البهائية بواسطة لوا وكاولز بعد وفاة والدة بولين كنوبلوخ هانن. ثم ذهبت لوا مع حزب مكون من ثلاثة إلى الحج في يناير، 1909، مجددًا بما في ذلك ستانوود كوب هذه المرة نازلًا من منصبه التدريسي في القسطنطينية. في 1909 كانت تتراسل مع أغنيس بارسونز تكتب من نيويورك ولكنها لا تستطيع الانتظار حتى مارس لرؤيتها.:p113-4:p55 بينما كانوا بعيدين، تناولت إحدى الصحف في واشنطن دي سي لمحة عن الدين في أمريكا مع صور ومقال يغطي صفحة كاملة أشار إلى 35 مجتمعًا من البهائيين في البلاد من بينهم حوالي 200 في واشنطن يشملون ممارسة مجتمعية للتآلف العرقي؛ كما أُدرِجت لوا في قائمة الأعضاء المحليين.
في أعقاب المبادرات الرامية إلى التواصل مع المجتمع الأسود ومشاركة غريغوري، قدمت مجموعة من البهائيين عرضًا أمام منتدى المجتمع الأسود في العاصمة واشنطن، "الجمعية الأدبية والتاريخية لبيتيل"، وكان من بين المتحدثين جوزيف هانين، زوج بولين، وهاورد مكنات، ولوا، وذلك قرب منتصف أكتوبر 1909، وقد نُشر بعض التغطية لهذا الحدث في صحيفة نيويورك آيج ذات الانتشار الوطني. Indeed this turned into a series of Bethel meetings the next several weeks. There is a picture of the DC Baháʼí community with إدوارد holding up the sign of the "الإسم الأعظم in 1909 from the back of the room.:page facing 334 إدوارد was then active in the المجتمع التعليمي الفارسي-الأمريكي mostly operating out of DC.:p358
لوا سافرت مرة أخرى إلى حيفا في شتاء 1909-1910:ص118 إلى الربيع.:ص127-8 وصلت مرة أخرى عبر نيويورك في 16 مارس 1910، عبر فرنسا على آر إم إس أوشيانك قادمة مع أغنيس بارسونز والدكتور فريد.:ص117 في 23 مارس حضرت لوا اجتماعًا في العاصمة واشنطن:ص117 وزارت موقع قبر أماليا كنوبلوخ، والدة بولين هانين، في 27 مارس.:ص118:صص107-8 في يونيو سافر جيتسنجر إلى بوسطن لإلقاء محاضرة حول الدين تلتها محاضرة في العاصمة، ثم بحلول أغسطس كان جيتسنجر يلقي محاضرة أخرى في العاصمة. خلال الرحلة شمالاً في يونيو، التقوا ماي ماكسويل في نيويورك التي كانت حاملاً برُوحِيَّه خانم.:ص118
في عرض جماعي آخر لجمعية بيتيل بما في ذلك لوا، فاني كنوبلوك، يوسف هانين، وأمين فريد، حدث في أوائل أبريل، وبعد ذلك كانت لوا مندوبة في المؤتمر الوطني البهائي تمثل المجتمع في دي سي. في يونيو ظهر الجيتسنجرز في بالتيمور، يقيمون سلسلة من الاجتماعات. انتقلت والدة لوا إلين إلى تينيسي مع ابنتها في عائلة بليكلي، وذهبت لوا لرؤيتها في أغسطس.:p119
بالنسبة لعملها في السفر من أجل الدين لُوا تم ذكرها ضمن قائمة من الأفراد البارزين وطنياً في الدين في ذلك العقد الأول في أمريكا.:صص150-2 كانت لُوا أيضًا من بين قائمة صغيرة من المعروفين كمروجين للدين ولم يتم انتخابها أبداً في الإدارة الوطنية.:ص155

### كاليفورنيا
ذهب غريغوري في حج في مارس 1911 وكان يحمل خطاب تقديم من إدوارد الذي ترجمه شخص ما، ربما لوا، إلى الفارسية. واصل غريغوري ليصبح عضوًا بارزًا آخر في الدين وتم تعيينه بعد وفاته أياد للأمر من قبل شوقي أفندي خلال قيادته كرأس للدين.
حول ربيع 1911 توفي الشقيق الأصغر لوا إلوين.:ص125 وصل مشروع جديد إلى لوا عندما وجه عبد البهاء بأن تذهب لوا وفريد إلى كاليفورنيا لعرض الدين - وهي مهمة كانت ممتنة جداً لها، ولكن شعرت لاحقاً بخيانة عميقة من قبل فريد.:ص123 وفي نهاية المطاف كانت هناك تشويه لسمعة لوا بعد أن ترك فريد الدين.:ص125
لوا و فريد كانا مرئيين في عدة مدن - سان دييغو، لا جولا، بوينت لوما، وقدموا محاضرة عن إس إس كاليفورنيا.:p127 تغطية الصحف في لوس أنجلوس في مارس أشارت إلى أن لوا قامت بسبع رحلات إلى ‘عكا بحلول ذلك الوقت وأنه كان هناك حوالي 100 بهائي في منطقة لوس أنجلوس.
تم تذكر لوا في واشنطن العاصمة في اجتماعات البهائيين. في الوقت نفسه، ذهب لوا وفريد إلى تيخوانا لتقديم المساعدة الطبية للمصابين في معركة،:p127 بحلول 29 يونيو 1911;:p136-7 ربما في المعركة الثانية في تيخوانا. لاحقًا لاحظ بهائيو منطقة تيخوانا أن لوا كانت الأولى التي جلبت الدين إلى هناك.:p12 في شهر أغسطس، تم الإشارة إلى فريد في تغطية الصحف لحضورهم في "مؤتمر روحاني" في لونغ بيتش.
في سبتمبر تم الإشارة إلى حديثهم عن الدين في لوس أنجلوس في الصحيفة. في أكتوبر كانت لوا وفريد في اجتماعات في سان فرانسيسكو والتي كان هناك تغطية واسعة لها في الصحف.:pp142-3 من بين الاتصالات التي تمت كان عمدة بيركيلي حينذاك J. ستين ويلسون،:p17:p285 و JUANITA STORCH (1895-1987) التي تركت سجلاً في اليوميات بخصوص ملاقاة الدين، وانضمت إليه وخدمته لمدة 75 عامًا - تعلمت عن الدين من لوا وفريد قبل 29 أكتوبر 1911. حديث لوا في 17 ديسمبر في سان فرانسيسكو هو من بين القليل الذي تم الحفاظ عليه.:pp144-5
أثناء وجودها في كاليفورنيا، تغيرت خط يد لوا - أصبح أكثر انسيابية وتدفقًا وأكبر حجمًا. :p139 كتبت جوليت تومسون رسالة إلى لوا بعد عودتها من أوروبا حيث ذهبت إلى المؤتمر العالمي الأول للأعراق ثم مع عبد البهاء في سويسرا.:p140 فجأة تم استدعاء فريد دون تفسير وبقيت لوا وحدها وتحدثت في 31 ديسمبر.:p145 لوا وفريد قدما الدين لحوالي 5000 شخص في كاليفورنيا.

تم تذكر لوا مرة أخرى في ملف تعريف للبهائيين في دي سي في يناير 1912. في هذه الأثناء تحدثت في نادٍ في كاليفورنيا حضره جون هايد دن:p145 الذي كان يعرف نفسه كبهائي بالفعل، وسعى للقاءها مراراً وتكراراً لتعلم المزيد عن الدين. كما سيصبح دن أيضًا عضوًا بارزًا في الدين وعُيِّن بعد وفاته كـيد من أيادي الأمر بواسطة شوقي أفندي. ثم انضمت لوا في حديث مع ثورنتون تشيس في سان فرانسيسكو حيث قالت:
| لوا غيتسينغر | …يجب أن نعترف جميعًا بأن الله هو إله واحد، أب واحد، خالقنا جميعًا، وأننا جميعًا هنا الآن، نعيش في منزل واحد، أعضاء في عائلة واحدة، إخوة وأخوات. لا ندرك ذلك. عدد قليل جدًا من الناس على الأرض يدركون هذه الحقيقة العظيمة، هذه الحقيقة الكبرى. إذا فعلنا ذلك، فسنحظى بالسلام. لن نكون نتحدث عنه كثيرًا. سنقوم بامتلاكه. ستكون حقيقة مؤكدة. وسيكون. الشمس لا تحتاج إلى أن تعلن عن نفسها مرارًا وتكرارًا كجسم مضيء ساطع. هي كذلك. وإذا استطيع البشر أن يأخذوا في الاعتبار أن الله واحد، وأن هذه الأرض، هذا الكوكب بأسره، هو منزل لمخلوقاته، وأننا جميعًا الآن أعضاء في عائلته، إخوة وأخوات، فلماذا سيصبح السلام متاحًا. إنه مجرد نقص في الإدراك من جانبنا…:p146 | لوا غيتسينغر |

 في أواخر يناير برزت لوا في الجريدة في سان دييغو. في وقت لاحق في أبريل كانت لوا في نابا مع هيلين جودال.:pp148-9

### عبد البهاء في الغرب
سجلات رحلات عبد البهاء في الغرب مفصلة إلى حد ما ولكن من رافقه غير ذلك. توجد بعض الإشارات إلى لوا. انضم جون بوش إلى البهائيين في شيكاغو وشاهد لوا هناك في نيسان.:ص75 في نفس الفترة كان الهانينس في شيكاغو و قامت لوا بدعوة الناس لارتداء أحد معاطف عبد البهاء في الفندق وقول دعاء وبعد ذلك عاد سمع بولين تدريجيًا و لا تزال تتحدث عن هذا في 1928.:صص180-1
في أوائل شهر مايو، كانت لوا من بين المقدمين قبل الحديث الذي ألقاه عباس عبد البهاء في الجلسة الختامية للمؤتمر الوطني البهائي وكانت مندوبة تمثل البهائيين في سان فرانسيسكو من أجل وضع حجر الأساس لبيت العبادة. تم إعطاء عباس عبد البهاء معولًا ذهبيًا لفتح الأرض ولكن كانت الأرض صلبة للغاية. استعير فأس وبعدها كسر عباس عبد البهاء الأرض. ثم طلبت كورين ترو، التي عُينت لاحقًا يدًا أخرى للأمر، أن يكون للمرأة دور. طلب عباس عبد البهاء من فريد:p130 أن يحث لوا على التقدم مرتين وهي التي قلبت أول مجرفة من التراب. ترو فعلت ذلك بعد ذلك وتلاها ممثلون عن الأجناس والجنسيات.:p152 بعد حوالي أسبوع كان عباس عبد البهاء في كليفلاند وكان لوا وإدوارد بين من كانوا هناك وظهرا في الأخبار المحلية،:p152 ثم في بيتسبرغ. بعد الوصول إلى نيويورك في 11 مايو، حضرت العديد من السيدات بما فيهن لوا وجوليت تومسون تجهيز شقة عباس عبد البهاء المستأجرة وكانت لوا مع جوليت هناك مرة أخرى في الخامس عشر.:p153 كانت لوا مرة أخرى مع عباس عبد البهاء في اجتماع لجمعية السلام في نيويورك وفي التغطية الإعلامية شُدد على لوا كـ"تلميذة" لـعباس عبد البهاء.
ظهر لوا مرة أخرى بعد بضعة أيام في الوفد مع عبد البهاء والتقطت له صورة أثناء حضوره مؤتمر لايك موهونك للتحكيم الدولي، وظهرت أصداء ذلك بشكل متنوع خلال الأسبوع المقبل أو نحوه في ولايات مختلفة. بينما كانت تلك الأصداء تنتشر، كانت لوا مع عبد البهاء في كنيسة في 19 مايو،:p153 ولاحقًا في حديث عبد البهاء في "كنيسة الأخوة" التابعة لهوارد كولبي آيفز، الذي أعجب بشكل خاص بالاهتمام الذي أولته لوا أثناء رؤية الحديث.:pp165-6 نحو نهاية مايو علقت لوا بأنها لم تر عبد البهاء لمدة يومين، وتحدثت مع جولييت عن طلبهما للشهادة.:p153-4
في أوائل يونيو كانت لوا من بين الذين كانوا مع عبد البهاء يسافرون قليلاً في نيويورك. بعد أسبوع في اجتماع مع لوا، وماكسويل، وتومسون، وصف عبد البهاء قلوبهم بأنها لطيفة، طيبة، وفائرة.Kindle:6034 لاحقاً ألقت لوا حديثاً بينما كان عبد البهاء يسافر؛ ذكرت فيه دليلاً على عمل إرشاد بهاء الله، حيث اجتمع 70 حاجاً متنوعين في اجتماع كانت فيه.:p155-6 في 18 يونيو كان هناك تصوير لتجمع بهائي لسماع حديث من عبد البهاء تم عقده في منزل ماكنوتس، ولوا ظهرت بين المرافقين. في اليوم التالي كان اليوم الذي سمى فيه عبد البهاء لوا بـ "منذرة العهد" بعد الجلوس لبعض الوقت لرسم من قبل جوليت تومسون.:p157 هذا العمل رفع من مكانة لوا "وبالتالي، النساء، إلى أعلى مرتبة من الشرف والمسؤولية في العقيدة، على عكس المواقع الثانوية التي عادة ما تشغلها النساء في المنظمات الدينية التقليدية" وكان "مذكراً ببروز طاهرة، ‘البوق’ أو ‘النفخ’ والمزيلة لـ ‘الحجب’ في إعلانها عن مهمة الباب.”:pp46-7 ثم أرسلت لوا إلى جمهور من 125 شخصًا لـ "إعلان العهد" وتبعها عبد البهاء بحديث حول تميز الوضع البهائي؛ وتم تأكيد هذا الحديث ونشره مع جميع النصوص الدينية التكميلية لتلك الفترة حول الميثاق البهائي:pp198-9 وتسميتها نيويورك بـ 'مدينة العهد'.
في 29 يونيو، سعت لوا لعذر مع جوليت لتلتقي ب عبد البهاء الذي كان يقيم حينها في مونتكلير.:p159 بعد وصولها، في 30 يونيو، قال لها عبد البهاء بأنه سيتم إرسالها إلى كاليفورنيا. ولكن بدلًا من الفراق، تروي جوليت قصة أن لوا مشت في اللبلاب السام، ثم شفيت من خلال أكل فاكهة اختارها عبد البهاء لكي تتمكن من الذهاب.:p159-60:pp208-9 غادرت لوا في 11 يوليو ووصلت بحلول يوم 19 حيث ألقت محاضرة:p161-2 استخدمت فيها نبوءة شروق الشمس في الغرب للإعلان عن 'مركز العهد'.:p166-7 كانت لوا بين البهائيين الحاضرين في سان فرانسيسكو في 10 أغسطس مع مجموعة أرسلت تلغراف إلى عبد البهاء الذي كان حينها في دبلن، نيو هامبشاير.:p56 كان عبد البهاء على قطار قد بدأ بالفعل في الطريق إلى كاليفورنيا عندما وصلت الأخبار عن وفاة ثورنتون شايس في لوس أنجلوس؛ قام بتغيير خطته فوراً وذهب إلى لوس أنجلوس لزيارة قبر شايس. عندما جاء عبد البهاء إلى سان فرانسيسكو بعد أيام قليلة، قامت لوا بتدابير لإلقائه عدة محاضرات بدءًا من جامعة ستانفورد.:p175 كانت لوا معه في زيارة حديقة البوابة الذهبية في أوائل أكتوبر.:p48 تم التقاط صورة في 12 أكتوبر لـ عبد البهاء مع لوا عند الحافة خلال زيارة لمنزل غودال. بقيت لوا في كاليفورنيا تُدرِّس دروسًا متنوعة فيما عاد عبد البهاء إلى الشرق وغادر أمريكا في نهاية المطاف.:pp179-80
لو كانت تشعر بتوعك لبعض الوقت وعند وصولها إلى شيكاغو في ربيع عام 1913 أصبحت تحت رعاية طبيب.:ص181-4 ومع ذلك، قبلت دعوة القس ألبرت فايل في شامبين لتقديم عرض حول الدين لنادي الوحدة الخاص به في شهر مارس. ورافقها زوجة الطبيب.:ص181-2 في شيكاغو كانت لو تقيم في منزل الطبيب نفسه ونصحت بإجراء عملية جراحية التي أُجريت في أوائل أبريل.:ص181 وقد رفض الطبيب الدفع وشعرت بأنها قد تخلصت من شعورها السيء.:ص182-4 وقد عرف الطبيب لو منذ حوالي 20 عامًا، تعود إلى أوائل تسعينيات القرن التاسع عشر.:ص181

### الهند
في أبريل 1913 تم ذكر لوا في تسوية وصية هيلين إليس كول في نيويورك. في 10 يوليو كانت لوا على السفينة الألمانية الأميرة إيرين قادمة من دي سي:p185 ووصلت إلى بور سعيد في 23 يوليو، حيث انتظرت وعلمت بفرصة الخدمة للذهاب إلى الهند. عباس أفندي التقى بها في أغسطس في رملة، مصر، وتم نشر تقرير لوح في نجمة الغرب في أكتوبر وكان يحتوي على مجموعة من التحريضات حول أساس الهدف من أن تكون في خدمة لا تتزعزع باستخدام كل من طاهرة ونفسه كمثالين.:pp189-90 لوا توسلت عباس أفندي ألا تُرسل مع أي رجل سوى زوجها وأملت أن تنضم إليها إيزابيل تشامبرلين رغم أن ذلك لم ينجح.:pp188-197 إدوارد وصل بحلول أواخر سبتمبر:p192 وذهبا معًا إلى المزارات البهائية وقضيا ثلاثة أسابيع في عكا/حيفا قبل 13 نوفمبر.:pp188،197 في مرحلة ما جمعت مارثا روت بعض الملاحظات حول إعداد لوا للذهاب إلى الهند، وأُعيد سردها في عام 1947، والتي تتحدث عن مختلف المواقف في الاستجابة للتحديات والمعارضة. هيلين جودال ساعدت في العديد من رحلات لوا وأنشأت ثقة لمساعدة كيتسنجرز في الهند تُدار بواسطة جهات اتصال في مصر.Kindle:6273
بحلول أوائل ديسمبر، كان آل غيتسينغر قد وصلوا إلى الهند، بينما كان عبد البهاء قد عاد إلى حيفا.:ص200 وقد ذهبت جين ستانارد بدلًا من تشامبرلين مع آل غيتسينغر، ومثّلت ستانارد البهائيين، إذ كانت لوا مريضة، في "مؤتمر الهند لكافة الأديان" في كراتشي، من 25 إلى 29 ديسمبر.:ص201 كتبت لوا مرة أخرى عن أن المواد المسيحية غير مجدية، وعملت على تسليط الضوء على المبادئ العامة والبحث عن مترجم.:ص201-2
تنقلت بين بومباي (مومباي حاليًا) وسورت على الساحل الغربي للهند في شهري يناير وفبراير، حيث أقامت في منزل إن. ك. فاكي، أول بهائي من خلفية هندوسية، وقدّمت دروسًا وألقت محاضرات.:ص223-7 وكان فاكي قد ذهب للحج في ذلك الوقت.:ص212 وأثناء إحدى زياراتها إلى سورت، قامت بزيارة نواب (حاكم مسلم) منطقة ساشين.:صص207-8
بحلول شهر مارس، بدأت حرارة الطقس المعتادة بالتأثير عليها، إلا أنها استمرت في استقبال الضيوف في منزلها،:ص226 كما سافرت إلى جهالرا باتان في الداخل، ثم إلى شاترا بور على الساحل الشرقي للهند.:ص240 أصيبت بحمى مجددًا في مارس،:ص227 لكنها استطاعت مجددًا السفر للقاء مهراجا جهلور في أبريل، وهو أحد نقاط الاتصال التي أشار إليها عبد البهاء منذ البداية، وقد طوّرت معه مراسلات وصداقة.:صص217-9،222،229–33،242،256،280–1 He became “splendidly sympathetic” to لوا and was a point of reference to other بهائي contacts، and often calling her “St. Lua” even in the 1920s in الهند.:ص97
A picture taken with لوا in الهند has been published online. Wax cylinders of Hindi renditions of Baháʼí scriputres were made but have since been lost. تبرُّم فريد من الدين ظهر في صيف 1914 - يبدو أنه كان يطلب المال من البهائيين لسنوات ووبخه عبد البهاء والشائعات عن هو ولوا كانت تنتشر منذ فبراير.:pp207-8
بحلول يونيو كان إدوارد يسافر بشكل منفصل عن لوا ولكنه كان يتواصل عبر البرقيات؛ كانت لوا تشعر بالوحدة، لكنه كان غير راغب في السفر معها وكانت تنفد من المال وغير قادرة على دفع تكاليف الرحلة.:ص268-9 عندما تركها إدوارد، عرض البهائيون المحليون دفع تكاليف رحلتها إلى حيفا في يوليو.:ص275-6 مغادرة إدوارد لها أثرت على صحتها في أغسطس وحتى أكتوبر؛:ص277-8 وخلال هذه الفترة فقدت 28 رطلاً.:ص282 كان هناك تهديد بالاعتقال بسبب أصله الألماني مع اقتراب الحرب العالمية الأولى أثناء وجوده في الهند البريطانية.Kindle:6273 كانت لوا قلقة مما قد يقوله إدوارد عنها في أواخر أكتوبر بينما كانت تشعر بالوحدة: "كان هذا هو الرباط البشري الأخير للقطع وقد قطعه بلا رحمة" كتبت في رسالة.:ص285-6 تشير السيرة الذاتية كاثرين جويت هوغنسون إلى مغادرة إدوارد للهند كنهاية لزواجهما.Kindle:6291 حصلت على جواز سفر من القنصل الأمريكي في بومباي في أوائل نوفمبر.
Such service was part the overall effort of major sequences of action managed by عبدالبهاء for the first travels to begin to spread the religion around the world: of درايفوس و بارني on a world tour، الجيتسنجرز و ستانارد to الهند، and أغنيس ألكسندر وآخرون to اليابان.:pp266-7

### فلسطين
غادرت لوا الهند في 17 نوفمبر 1914 ووصلت إلى فلسطين العثمانية في 3 ديسمبر.:p291 في وقت ما انضمت لوا إلى بعض المساعدات الإغاثية مع طبيب بهائي فارسي كممرضة تعمل في قرية درزية.

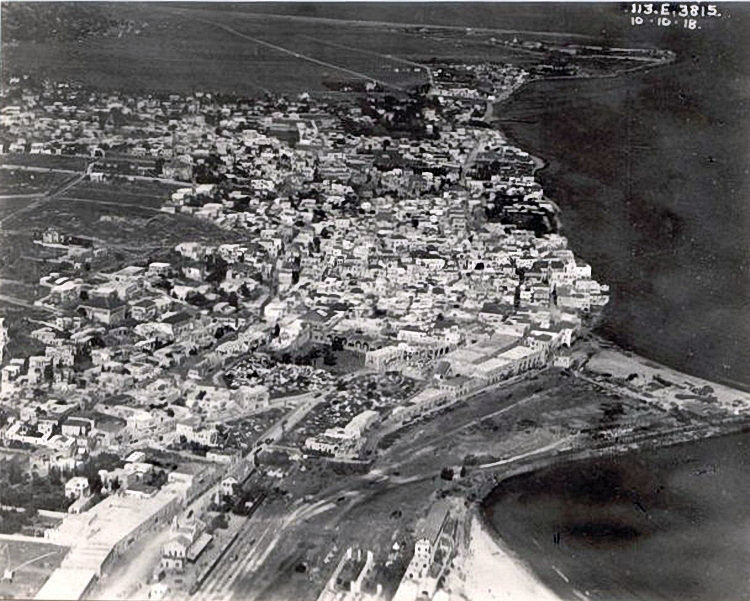
صور تاريخية لحيفا، 1918

 كان إدوارد في أمريكا وعاد إلى حيفا لتقديم المال للإغاثة الغذائية أثناء الحرب قبل تدخل أمريكا لكن عبد البهاء اضطر للرفض بسبب الشكوك والتهديدات العالية في المنطقة.:p302-6 كما استشار إدوارد عن زواجه أثناء وجوده في حيفا.:p305-7 بما في ذلك في 26 يناير - 5 فبراير 1915. تم عقد اجتماع في حيفا يسعى للمصالحة بين إدوارد ولوا.:pp321-2 شعر بأن لوا قد تورطت في الغيبة عنه وأنه كان قد تعرض لأذى شخصي "لأني لم يكن لدي زوجة" بناءً على تشخيص/تعليقات الطبيب.:pp321-2 شعر بأن لوا لديها قيد في الروح يجب أن تتغلب عليه - "لا أستطيع فهم الأمر بطريقة أخرى." (ثم لا بد أنها أقامت علاقة - لفهم ما حدث في سلوكها تجاهه.):p320-2 غير مفحوصة، مهما كانت حقيقة التفاصيل ووجهات نظر إدوارد ولوا، لكن توجد في الأدب الحديث حالات تغير في العلاقة الزوجية الحميمة بعد تغييرات كبيرة في الشعور الديني. قدم إدوارد طلب طلاق من لوا ونُشر في الصحف في أواخر يوليو، 1915، وتكرر في أغسطس. ثم سُئل إدوارد عن كيفية توزيع هذا الصندوق الإغاثي بدلاً من إعادته وصُدم بشدة بسبب الطلبات التي طُلبت منه من المانحين واستمر في الشكوى من الاستجواب لمدة عامين وعن هذا الأمر "ربما كان الضربة الأخيرة التي دفعت إدوارد لقطع جميع العلاقات مع لوا" في حكم كاتبة سيرة لوا.:p308 ومع ذلك، لم تكن لوا تعرف أنه ينوي الطلاق. تقول لوا إنه عندما غادر إدوارد لم يكن يريدها أن تعود معه بسبب أن بعض البهائيين كانوا غير ودودين تجاهها. لكنها لم تعتبر هذا كسرًا في زواجهما.:p308-9
لوا اكتسبت فهماً أثناء وجودها في حيفا أن هذا كان وقتًا من التجارب في العالم للسنوات القليلة القادمة بما في ذلك تفسير النبوات ليسوع، بهاءالله و عبد البهاء.:p287 كان هناك أيضًا تهديد باعتقال عبد البهاء في فبراير، 1915.:p314
في بعض الأوساط، تم انتقاد استقلالها وأساليبها بين البهائيين ووصفوها بأنها "مجدلينا":p320 وأصبح وضعها مرتبطًا بفشل فريد في البقاء مخلصًا للعهد البهائي.:p47 كان الخيار القانوني الوحيد للطلاق في واشنطن العاصمة في ذلك الوقت هو بسبب الزنا واستمر على هذا النحو حتى عام 1935.:p413 حاول إدوارد تقليل الدعاية لطلب الطلاق حتى إلى الانتقال إلى مناطق أخرى تسمح بوسائل أخرى للطلاق ولكن هناك أيضًا تراكمت التأخيرات وشعر برغبة في العودة والقيام بذلك.:pp321-2 في رسائل إدوارد في أمريكا، أصر على أنها لم تكن "زوجة لي" لمدة تسع سنوات، وعدم وجود "تناغم" للقيام بذلك كما قال أنها قالت.:pp321-2
غادر عبد البهاء لمراجعة إمكانية اعتقاله تقريباً في الوقت الذي غادرت فيه لوا فلسطين - كانت مرافقة إلى السفينة بواسطة شوقي أفندي وآخرين.:ص 317-9 غادرت لوا حيفا في 30 أغسطس 1915، وهي تحمل لوحاً مؤرخاً في 27 أغسطس يتحدث عن عملها في الهند والاحترام الممنوح لدورها كـ"مبشرة الميثاق" موجه إلى البهائيين في أمريكا.:ص 322 غادرت إلى كريت على متن USS دي موينز الأمريكية مع 290 من النازحين الآخرين:ص 327-33 ثم غادرت إلى بورسعيد ووصلت في منتصف سبتمبر على متن سفينة يونانية صغيرة.
كانت وسائل الاتصال أثناء الحرب من فلسطين إلى أمريكا محدودة جدًا، مما صعّب على عبد البهاء محاولة التعامل مع موجة القلق في أمريكا، بينما قامت لوا بكتابة رسائلها الخاصة، لتطلع البهائيين الأمريكيين جزئيًا على عملها في الهند، وعلى الوضع في الأراضي المقدسة، وعلى قضايا الحرب، والحاجة إلى نشر الدين في هذا الوقت الحرج.:p311-28

### مصر
في 13 سبتمبر قدمت لوا طلبًا للحصول على جواز سفر طارئ في القاهرة تحت اسم زواجها. كانت مهنتها "محاضرة" وكانت تنوي العودة إلى أمريكا على نطاق شهور مقابل سنوات. حوالي 25 سبتمبر وصلتها أخبار عن تقديم طلب الطلاق.:p329 تألمت بشدة من التهم وأرسلت نسخًا متعددة من آخر لوح لعبد البهاء يؤكد احترامه الكبير لجهودها وشخصيتها. كانت عملية صندوق الإغاثة في حيفا التي حاول إدوارد تنفيذها لا تزال فوضوية أيضًا.
في ذلك الوقت، كانت لوا لا تزال تطلق على عبد البهاء أسماء تفضيلية مثل "الجمال القديم" وكذلك "مركز العهد" الأكثر شيوعًا.:p335 وأشارت رسالة بتاريخ 26 سبتمبر إلى لويز ويت إلى شبكة من النساء القياديات في أمريكا اللواتي كان عليهن أن يكون لديهن مساعدات - السيدة جودال بمساعدة آل رالستون والسيدة كوبر للساحل الغربي، السيدة كروج بمساعدة آل كني لنيويورك، بارسونز بمساعدة تشارلز ماسون ريمي لواشنطن العاصمة وترو لشيكاغو بمساعدة الدكتور ضياء بغدادي. لم يعد يتم استخدام هذه الممارسة.:p336-8 تم الإشارة إلى لوا وتمجيدها بين البهائيين وكان لديها ’أخوات‘، ’إخوة‘، و’أطفال‘ روحانيون وأصبح الكثير منهم قادة المجتمع.:p1

#### تم الدفاع
كان عبد البهاء أول مدافع علني عن لوا. يلاحظ كروسون: "رسائل عبد البهاء قد حظيت بدعم من المؤسسات الأمريكية الشمالية التي تم تشكيلها حديثًا، وقد خصصت عددًا كاملاً من مجلة نجم الغرب للوا والعهد. على الرغم من التحذيرات المتكررة من التأثيرات المفسدة على الوحدة من الثرثرة والبحث عن العيوب والغيبة، والتي وصفها عبد البهاء بـ 'أسوأ صفات البشر'، إلا أن المجتمع لا يزال يعاني في التغلب على هذه الميل الثقافي.":p47 "… على الرغم من تصريحات عبد البهاء، إلا أن الصلات الثقافية الغربية السلبية لـ مريم المجدلية بالفساد الجنسي كانت صعبة المحو تمامًا، كما ظهر في الخطاب الذي كتبته لوا جيتسنجر في عام 1915 كرد فعل على اتهام زوجها المؤذي بالخيانه. تتحدث لوا عن نفسها، وتكتب: 'حتى لو كانت [لوا] مجدلية – من هو [إدوارد جيتسنجر] ليرجمها بعد أن غفر لها ربها ومن يعترف به كرب لهم، وثق بها، وأرسلها للإعلان عن اسمه – في أيام المسيح كان الجميع يخرجون خجلين – قبل أن يقول يسوع ‘وأنا لا أدينك’!' كما يظهر بوضوح من بيان لوا جيتسنجر المؤلم، فإن إعادة التأهيل البهائي الأسطوري لمريم المجدلية كان له تداعيات عميقة على النساء اللاتي نشأن في ثقافة أبوية. تُعتبر اتهامات الفجور (ولا تزال تُعتبر، وإن كان بدرجة أقل) تدنُيس للمرأة. الآثار السلبية على النساء من التناقضات بين "مدونا/عاهرة" في الثقافات اليهودية-المسيحية موثقة جيدًا.":pp53-4 ارتفع البهائيون لتكريم مريم المجدلية ولوا. يواصل كروسون: "لذلك، كان تحول صورة مريم المجدلية أكثر تأثيرًا للنساء اللاتي أصبحن بهائيات في العصر 'التقدمي'، لأن بطولتها رفضت ظلم الرجال على أساس جنسيتهم من قِبل الدين الأبوي. استعادت لوا جيتسنجر، في خطاب آخر لنفس الصديق، قوتها الروحية والأنثوية في وجه من اتهمها، بعد أن تلقت دعم عبد البهاء. بعدما طلبت من البهاء الشهادة والانفصال عن كل شيء سوى الله، تكتب: 'إنه يجيبني الآن! أفرح وأشكره. أشعر بالشوق إلى المعاناة حتى أتحرر من كل شيء سوى روحه المقدسة وبعدها أستطيع التضحية بحياتي في سبيله الذي جعل ضيقًا وكاملًا بقدمين محبوبه ابنه - عهده الذي تعلمت منه الخوف من الله - الذي حرّرني من الخوف من أي إنسان!'":pp53-4 بالفعل أصبحت مريم المجدلية الآن "واحدة من 'أكثر النساء تبجيلاً في الهرمنيوتيكا البهائية' كون عبد البهاء ذكر مريم المجدلية أكثر من أي شخصية تاريخية نسائية أخرى.":p54

بهائية المؤسسات دعمت لوا في أكتوبر.:ص339 العدد التالي من نجمة الغرب كان بالكامل عنها وعن العهد البهائي مع مقتطفات من الرسائل بما في ذلك ثلاث تكرارات للوحة 27 أغسطس عبد البهاء - نسخة من النص الفارسي، صورة للأصل، والترجمة. تمت إضافة تعليقات من فريق التحرير: 
"في ضوء ما تقدم، ليس هنالك حاجة لتعليق إضافي من جانبنا. 'السلام على من اتبع الهدى.'

من الواضح أن الذين ينالون كلمة موافقة مكتوبة من عبد البهاء يجب أن يحصلوا على كل اعتبار. لقد حظيت لوا غيتسنجر بهذا الفضل؛ 'إنها جديرة بالحب.'
في رسالة من تلك الفترة أشارت لوا إلى هذا باعتباره اختبارًا كان بالنسبة لها "آخر ليلة مظلمة لروحي" وتكهنات حول "الرحلة الطويلة الأخيرة".:p340 ومع ذلك كانت قلقة من أن "النيات الطيبة" لإدوارد لا تسبب له الأذى بسبب مشكلات "جهود الإغاثة في حيفا" التي فشلت.:p341-2 انتقلت من بورسعيد إلى القاهرة في أكتوبر وبقيت بين البهائيين لكنها أصيبت بالتهاب الشعب الهوائية والألم العصبي.:p344 كانت مارثا روت هناك وسمعت أن لوا قد تلقت خبرا عبد البهاء كان بصحة جيدة بحلول 24 نوفمبر.:p345 في 5 ديسمبر ذُكر لقاء لوا وحديثها مع الشباب البهائيين في القاهرة الذين يفهمون اللغة الإنجليزية.:p345

#### توفيت
ثمانية أسابيع قبل وفاتها، في رسالة بتاريخ 7 مارس 1916، أرسلت إلى صديقة مدى الحياة قالت "أخشى كثيراً عندما أتعلّم درسي النهائي الذي يجب على الصحراء تعليمي إياه – ستتجه خطواتي في اتجاه آخر – وقد تمر سنوات قبل أن نلتقي مرة أخرى – حتى لو كان لنا أن نلتقي في هذا العالم." :ص345 رسالة في أبريل تقول: "... أنا متأكدة حتى اليوم الأخير من حياتنا سنتعلم دروسًا، لأن هذا العالم مدرسة، نتخرج منها فقط عندما نغادرها. سأكون سعيدة جدًا عندما يأتي اليوم الأخير، وتُصرف المدرسة إلى الأبد (بقدر ما يخصني). إرادته، وليست إرادتي، هو أن يتم!" :ص349 "في إحدى الليالي (كان الثاني من مايو) استيقظت مع ألم شديد في قلبها. استدعت الأسرة، الذين قاموا بالاتصال بطبيب. ولكن قبل وصوله انتقلت إلى العالم الآخر بعد أن نطقت ثلاث مرات، 'يا-بهاء-الأبهى.'" :ص348
لوئا جيتسينجر توفيت بشكل غير متوقع بسبب فشل القلب في ليلة 1–2 مايو 1916، عن عمر يناهز ثلاثة وأربعين عامًا.:p348 تلقت اتصالات من السفارة الأمريكية في مصر مع أختها هيبي وزوجها المذكور في الوثائق إدوارد. كانت لديها حقيبتان من الأمتعة الشخصية تشمل الملابس والرسائل والملاحظات والمخطوطات، ومع الأموال المتبقية التي لديها، تم تغطية نفقات الطبيب والجنازة بواسطة الأصدقاء.

## إحياء الذكرى والتعليق
تم إبلاغ عبدالبهاء بعد 4 أشهر، وتأخرت بسبب اتصالات زمن الحرب، حوالي سبتمبر 1916.:p349 كتب دعاء الزيارة الذي يقول جزئياً: 
| لوا غيتسينغر | يا رب، امنحها قصراً في جوار رحمتك العظمى؛ أسكنها في حدائق جنتك، الأعلى، أنر وجهها بأنوار رضاك في ملكوت مجدك…:p355 | لوا غيتسينغر |

يذكر صعوباتها: “…. من خلال الصعوبات التي تحملتها في سبيلك، ذابت لحمها وعظامها، وهاجمتها الأمراض والأسقام، وخذلتها جسدها الضعيف، وضعفت وظائف أعصابها وعضلاتها، وأصبح قلبها هدفًا للأمراض المتضاربة.…”:pp345-6،354–7 اقتباس قيل إنه وُضع على شاهد قبرها الأصلي كُتب بواسطة عبدالبهاء: "حقاً، حقاً، خادمة الله، لوا، في خدمتها في سبيل الله وانجذابها إلى أنفاسه، غادرت هذا العالم، وحلقت نحو الوفاق الأعلى، وبلغت وجه ربها في ملكوت الأسماء" رغم أن هذا ذُكر فقط في رسالة من يد ثانية ولم يتم التحقق منه.:pp256-7 في هذه الأثناء، التقت مارثا روت ابن عم للوا في بيرنامبوكو، البرازيل.
مراجعة سيرة ذاتية لـ لوا نُشرت في  نجمة الغرب ، مستندة إلى حد كبير على تعليقات إدوارد الإيجابية، من قبل المحررين تلتها تحية من ماي ماكسويل وتقول: :p350 "ثم لم أعد أرى الهشيم المكسور والمجروح المداس والمطروحة إلى الأرض، الذي ستعطر شذاه جميع المناطق. لقد رأيت لوا المنتصرة، الملكية في موتها - لوا التي ستعيش عبر كل العصور - والتي ستشرق من أفق الأبدية على العالم عندما تحترق جميع الحجب التي أخفتها اليوم عن العيون الفانية. كما كانت كُرَّة العين [محرر - اسم آخر لطاهرة] بوق الفجر في المشرق في يوم بهاء الله، فإن لوا أورورا ستظل ترفع علم الفجر إلى الأبد في يوم العهد."  الدراسات الحديثة حول لوا ما زالت تراها نموذج طاهرة للمكافح، "غير خائفة من التعبير في مواجهة استحسان العائلة والجيران والشخصيات السلطوية." :p58 عقد المؤتمر البهائي الوطني لأمريكا في 1917 حفل تأبيني لـ لوا مع إشارة ماي ماكسويل إلى تأثيرها على العديد من البهائيين، :pp353-4 وتم عقد آخر في نهاية مؤتمر 1919 الذي أعلن عن ألواح الخطة الإلهية حول نشر الدين حول العالم.  كانت ماكسويل أيضًا لها تأثير مباشر على العديد من الأشخاص الآخرين بما في ذلك أيادي الأمر أغنيس ألكسندر، ويليام ساذرلاند ماكسويل، وتشارلز مسيون ريمي، Kindle:4732-4855 وإثيل روزنبرج.Kindle:4437

علق عبد البهاء أكثر عن لوا في لوح لمكنوت في يوليو 1919 والذي نُشر في نوفمبر 1920: 
"ولكن، حمداً لله! لم يتردد حتى فرد واحد من الأحباء. فإن المخالفين في أمريكا لا يفعلون شيئاً سوى التملق والإغواء وإظهار المحبة التي لا إخلاص فيها. تأمل فيما فعلوه للمسكينة لوا وكيف كانوا غير أوفياء لها!"
عائلة بوش، أصدقاء مقربون للوا، زاروا موقع قبرها نحو نهاية يناير 1922.:ص170-1 أُعيد دفنها من مقبرة مسيحية إلى مقبرة بهائية في ديسمبر 1942 قبل الذكرى السنوية العشرين لوفاتها، ولاحقًا تم إنشاء ضريح معدل وشاركته مع أبو الفضل الكلبايكاني، شخصية والدها المعينة في المجتمع.
في 29 مارس 1954، ذكر شوقي أفندي، بصفته حينها رئيس الدين، لوا في قائمة قصيرة تضم ثماني نساء "في المملكة الأبهى" اللواتي ضحين بحياتهن بعيداً عن الوطن.:p85
لقد تم نشر أعمال سيرة ذاتية متتالية منذ ذلك الحين. في عام 1971 تم نشر مقال من 4 صفحات عن لوا في أخبار البهائي. في عام 1973 نُشر كتاب "ساحر ولكنه ضئيل":pvii يتحدث جزئيًا عن لوا، والذي كتبه بالتعاون مع يد الميثاق وليم سيرز. وتم نشر مراجعة للقاءها مع الشاه في باريس عام 1974 كتبها يد الميثاق أبو القاسم فايزي. تم نشر مجموعة سيرة ذاتية من الرسائل إلى ومن لوا في عام 1997. تم نشر سيرة ذاتية من صفحة واحدة عن لوا، بالإضافة إلى ذكرها في سير ذاتية أخرى لنساء من تاريخ البابي والبهائي، في عام 1999 في مواد المناهج الدراسية للدين. كانت لوا واحدة من المواضيع لبعض المسرحيات. تم إنتاج واحدة في سياق المؤتمر البهائي العالمي الثاني الذي عقد في عام 1992. وتم إنتاج أخرى كجزء من أطروحة 1998 في الدراسات الكندية التي تذكرها في سياق اثنتين من النساء البهائيات يتحدثن في ربيع 1910. تم تصوير حياة لوا في مقال بمجلة للأطفال للدين في عام 2016 ولا يزال متاحًا عبر الإنترنت.
لوا كانت من النساء البارزات في الدين في سير ذاتية مثل مارثا روت، ماريون جاك وغيرهم.:ص1،27 مثل روت، تم ملاحظة لوا لسفرها الواسع، والتحدث العلني، والمبادرات الدبلوماسية التي قامت بها.:ص7
لقد ركز الترويج لإنجازات النساء التاريخية في كثير من الأحيان على فكرة أن المعاناة المشتركة كانت دافعًا كبيرًا للنساء، لكن سيلينا م. كروسون تشير إلى أن نساء البهائية كان “الترابط الوثيق والعميق بينهن قائمًا بشكل أساسي على التزامهن بإيمانهن الجديد، والمثل المهدوية المشتركة، واللغة الدينية الموحدة”، ويمكن مقارنة ذلك مع مجتمعات نسائية أخرى.:ص7-8
وكانت أنشطة النساء البهائيات كمبشرات غير محترفات (وهو أمر ينطبق عمومًا على الرجال والنساء) غير تقليدية مقارنة بالتطورات الأخرى في دور المرأة؛ إذ إن النساء البهائيات قد قدمن نماذج جديدة لتوقعات اجتماعية من النساء، شملت العمل بأجر والأعمال الخيرية، مع تجنب المسار السياسي لتحقيق التقدم.:ص8 انظر أيضًا المساواة بين الجنسين في البهائية.
لوا هو من بين النساء اللاتي يُنظر إليهن على أنهن "كرسن حياتهن لخدمة الدين، بشكل رئيسي خارج المجال المنزلي، وبرزت كنماذج بطولية بهائية. وهذا وضع هؤلاء النساء داخل الدين البهائي المتعولم كنماذج نسائية دينية حديثة غربية يمكن تحقيقها، مما يعزز أدوار القيادة للنساء.”:ص162 "هذه الصورة الملهمة للوة قيتي فرص كمرأة محاربة تعمل في مجال بناء الأساطير البهائية البطولية على عدة مستويات. أولاً، بالنسبة للبهائيين، تقدم لوة تشابهًا واضحًا مع الطاهرة.":ص165-6
في المجتمع البهائي، كانت الأساطير البطولية لـ مي ماكسويل، مارثا روت، لوا جتسنجر وشركائهن حديثة جدًا: هؤلاء نساء عاديات، معيوبات، هشات أو خجولات يتحولن بفعل ظروف استثنائية، ومدى صلابتهن الشخصية. يكتشفن بعناية ديانة جديدة، تكاد تكون غير معروفة، يؤمن بأنها تحتوي على مصير العالم، ويصبحن أبطالها. من خلال سلسلة من الاختبارات، يظهرن، بتغلبهن على التحديات المختلفة، قوة شخصية كانت غير معروفة سابقًا. قصصهن، كما من المفترض في الأساطير البطولية، تلهم الآخرين لتحقيق التفاني الأسمى وزيادة الجهود لإنجاز مهمتهم الهيركولية، بناء نظام عالمي جديد. هذه المهمة تساعدهن على تجاوز العوائق الشخصية والجندرية لتجربة تحول في هوياتهن الشخصية والجماعية، واكتشاف قدرات وكفاءات جديدة. في الروايات البهائية المبكرة، غالبًا ما تُنسب إلى هؤلاء النساء بعض الصفات الخاصة، خاصة الروح "الباحثة" والمعرفة الفطرية والحساسية للعالم الروحي، والذي غالبًا ما يكشف من خلال الأحلام والرؤى.:p178 "كما هو الحال مع لوا جتسنجر، في معظم الروايات عن مي ماكسويل، يوجد ثنائية القوة والضعف؛ حضورها الفاني وضعفها الجسدي يخفيان امرأة قوية روحيا ذات صلابة داخلية كبيرة. يجعل من مزيج الرقة “الأنثوية” والقدرة الروحية أسطورتها مرنة. كانت قادرة على أن تكون أشياء كثيرة لأشخاص كثيرين.”:p170
ترجمة أخرى لموضوع مشابه بين البهائيين الأوائل كانت الإحساس بأنهم "مختارون" وممتحنون: اقتباس مذكور من جتسينجرز وفي ملاحظات الحج لإدوارد المنشورة في نجمة الغرب في عام 1915 يقول "في هذا اليوم يجب على كل واحد أن يمتحن، حيث إن وقت "المختارين" لإثبات جدارتهم قصير جداً.... كل من يفشل في الوصول إلى المعيار من خلال الاختبارات يتم إحالته إلى 'الكثيرين المدعوين'".:pp39-40 ولكن لم تكن هذه رؤية لخلاص فردي بل مشروع على نطاق كوكبي.
"في تحقيق نبوة مايو، لُوَا جِتسِنجر أصبحت بشكل يمكن القول النموذج النسائي الأكثر شعبية في المجتمع البهائي الغربي بعد طاهِرَة نفسها.":p168 لُوا تُعد من قائمة القبور التي طُلب من المؤمنين زيارتها.:p186 "تطور هذه النماذج النسائية الغربية الأكثر تكيفًا ثقافيًا توافق مع أنماط أسطورية حداثية ونسوية للبطولة. يمكن للنساء العاديات، حتى اللواتي كن ضعيفات أو معيبات (أي ليس الرجال) مثل ماي ماكسويل المُنهكة، و أغنِس أليكسَندَر 'الخجولة'، و مارثا روت البائسة، الفقيرة، والمريضة، أن يقمن بعد أن يتم اختيارهن بصورة قدرية، وتكون مساعدتهن إلهيًا بواسطة قوة 'الوحي الجديد' التحويلية، بالنهوض لإنقاذ العالم. في داخل المجتمع البهائي، أصبحت هذه الجماعة من النساء المعبرات الرائدات والنماذج الغربية للإيمان. هذه النماذج الدينية النسائية الغربية، التي أظهرت العديد من الصفات التي تتماشى مع الأيدياليات النسوية للمرأة الحديثة التي تعتمد على نفسها، المستقلة، المحققة لذاتها، عملت كنماذج ملهمة لأقرانهن وللأجيال اللاحقة.":p198
"ومع ذلك، مثل قديسة، لوا لم تستسلم (على الأقل في ذاكرة المجتمع) للموت. بحلول عام 1924، كانت قد "خلدت" بالفعل داخل المجتمع البهائي، جزئيًا بسبب "أمومتها" الروحية الغزيرة. تعزو ماريام هاني عظمة لوا إلى التضحية، حيث كتبت: "... لأن من بين النساء العظيمات في العالم لا يوجد من ينبغي أن يقترب أكثر من نيل الشرف والتمييز من تلك اللواتي يشاركن حقًا في معاناة وأحزان زملائهن من البشر، واللواتي يقدمن التضحية بحياتهن الخاصة لكي يعيش الآخرون." تفسر هاني "استشهاد" لوا على أنه مختار ذاتيًا "لكي يعيش الآخرون"، مما يعكس التلميحات الكتابية للتضحية التي تفدي "الحياة" الروحية. وبهذه الطريقة، يصبح "الاستشهاد" ممزوجًا بشكل كامل كحالة مادية وروحية معاشة يوميًا. من خلال معادلة لوا غيتسنجر مع شهداء فارس، تعكس هاني الاستشراق الذي يزعم إدوارد سعيد أنه يصور الرجال الشرقيين كضعفاء ومؤنثين. في هذه الحالة، يحدد "الشرقيون" الذكور معايير البطولة، والإناث الغربيات، من خلال مقارنتهم بهم، يكتسبون رمزيًا صفات نمطية مذكرة مثل الشجاعة والاستقلال والصمود والولاء.":p166
سيرة كاثرين جوويت هوغنسون تقول:"في الواقع، لا يمكن قياس مساهمات لوا في تأسيس الدين. صحيح أنها كانت اندفاعية ومرحة، ولم تدع عقلها يسيطر على قلبها أبداً؛ لكن شغفها وحبها الثابت للدين، إلى جانب رغبتها العارمة لخدمة ربها، طغوا على نقائصها الأرضية الأكثر. كان العديد من المؤمنين يسمونها بأمهم الروحية.ʼ"Kindle:6335

## قراءة إضافية
- وليام سيرز؛ روبرت كويجلي (1973). الشعلة: قصة لوا. أوكسفورد، المملكة المتحدة: جورج رونالد. ISBN:0-85398-030-6.
- فيلدا بيف ميتلمان (1997). لوا جيتسنجر: رسولة العهد. جورج رونالد. ISBN:978-0-85398-416-0. OCLC:38593507.
- المزيد عن رحلة الحج لهيرست منشور في كاترين جوويت هوجنسون (2010). إضاءة السماء الغربية: رحلة حج هيرست وتأسيس الدين البهائي في الغرب. جورج رونالد. ISBN:978-0-85398-543-3.
- فيوليت نخجواني (2011). ماكسويلز مونتريال: السنوات الأولى 1870-1922. جورج رونالد. ISBN:978-0-85398-551-8. مؤرشف من الأصل في 2023-08-28.